# Marilyn Monroe

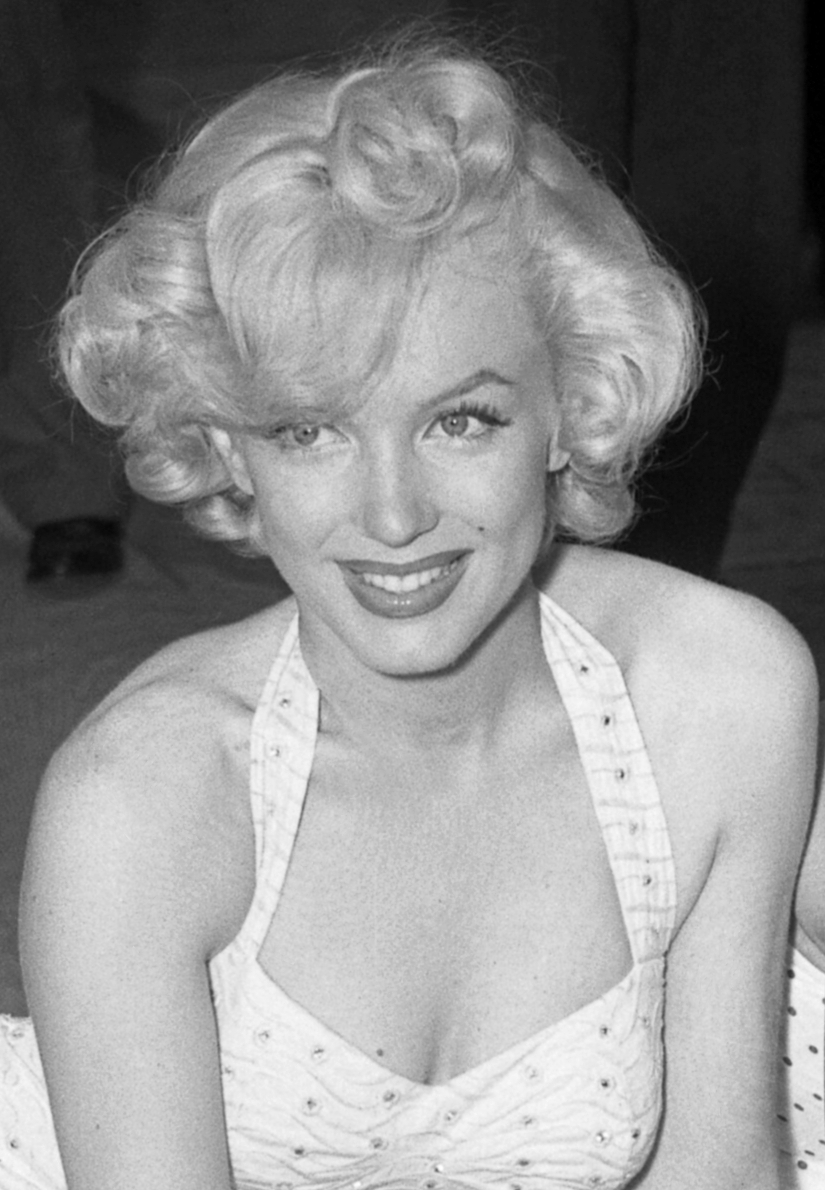
Marilyn Monroe (1953)

Marilyn Monroe [ˈmæɹəlɪn mənˈɹoʊ] (* 1. Juni 1926 in Los Angeles, als Norma Jeane Mortenson (kirchlich registrierter Taufname Norma Jeane Baker); † 4. August 1962 in Brentwood, Los Angeles) war eine US-amerikanische Filmschauspielerin, Filmproduzentin und Fotomodell. Sie wurde in den 1950er Jahren zum Weltstar, ist eine Popikone und gilt als archetypisches Sexsymbol des 20. Jahrhunderts.
Nachdem sie Ende der 1940er Jahre als Fotomodell und Nachwuchsschauspielerin in Hollywood Aufsehen erregt hatte, gelang ihr 1950 der Durchbruch als Filmschauspielerin. Von der 20th Century Fox auf den Typ der naiven, lasziven Blondine festgelegt, avancierte sie mit Filmen wie Niagara, Blondinen bevorzugt, Wie angelt man sich einen Millionär? oder Das verflixte 7. Jahr Anfang der 1950er Jahre zum größten Star in Hollywood. 1954 ging sie nach New York, gründete die Marilyn Monroe Productions Incorporated und studierte am Actors Studio. Für ihre Darstellung in dem Film Bus Stop wurde sie 1956 in der seriösen Presse gelobt. Sie produzierte 1957 den Film Der Prinz und die Tänzerin, in dem sie auch die Hauptrolle spielte. Mit ihrem Auftritt in dem Film Misfits – Nicht gesellschaftsfähig  gelang ihr 1961 der Wechsel in das ernste Rollenfach. Ihre wohl berühmteste Rolle ist die der Ukulelespielerin Sugar Kane in der Filmkomödie Manche mögen’s heiß von 1959, für die sie mit dem Golden Globe als beste Hauptdarstellerin in einer Komödie ausgezeichnet wurde.
Marilyn Monroe war zu ihrer Zeit eine der bekanntesten und meistfotografierten Frauen der Welt. Von ihrem Image der naiven, unbedarften, attraktiven Blondine konnte sie sich nie ganz befreien. Trotz ihrer international erfolgreichen Filme litt sie darunter, zwar als Darstellerin, aber nicht als vollwertige Schauspielerin anerkannt zu sein. Erst nach ihrem Tode wurde ihre Leistung als Schauspielerin von Kritikern gewürdigt. Sie starb im Alter von 36 Jahren an einer Überdosis Barbiturate. Die genauen Umstände von Monroes Tod sind bis heute ungeklärt. Bei einer Umfrage des American Film Institute aus dem Jahr 1999 wurde sie auf Platz sechs der größten weiblichen Filmstars gewählt.

## Herkunft
Marilyn Monroe wurde am 1. Juni 1926 im Allgemeinen Krankenhaus von Los Angeles (General Hospital, Los Angeles) geboren und erhielt die Vornamen Norma Jeane. Sie war das uneheliche Kind von Gladys Pearl Mortensen, geborene Monroe.

Gladys Pearl Monroe lebte in Los Angeles und heiratete mit 15 Jahren 1917 den Vertreter John Newton Baker. Mit ihm hatte sie die zwei Kinder Robert Jasper (1918–1933) und Berniece Inez Gladys (1919–2014). 1921 reichte sie wegen extremer Gewalt und seelischer Grausamkeit die Scheidung ein. Die Ehe wurde 1923 geschieden und sie erhielt das Sorgerecht für beide Kinder. Kurz nach der Scheidung entführte John Baker diese nach Kentucky, wo er bei seiner Mutter lebte. Gladys Baker reiste wegen der Kinder mehrmals nach Kentucky. 1924 waren die Kinder der Mutter entfremdet und sie beendete den Kontakt. Sie heiratete 1924 den Gebührenableser Martin Edward Mortensen. Mit Mortensen lebte sie nur vier Monate zusammen, da dieser in seiner freien Zeit als Prediger unterwegs war. 1928 ließ sie sich von ihm scheiden. 

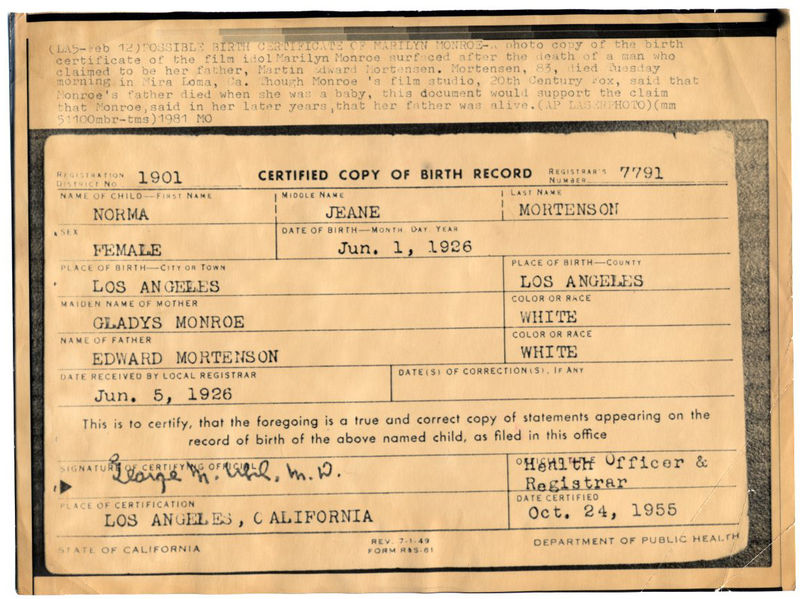
Geburtsurkunde von Marilyn Monroe

1925 arbeitete Gladys Mortensen als einfache Filmcutterin im Kopierwerk der Consolidated Film Industries. Dort war Charles Stanley Gifford ihr Vorgesetzter. Gifford begann mit ihr eine kurze Affäre. Gladys wurde schwanger und brachte am 1. Juni 1926 ihre Tochter Norma Jeane zur Welt. Gifford war der Vater, wie letztendlich 2021 durch eine DNA-Analyse bewiesen wurde. Da Gladys Mortensen zum Zeitpunkt der Geburt von Norma Jeane noch mit Edward Mortensen verheiratet war, ließ sie dessen Namen in der Geburtsurkunde eintragen. Dabei wurde das Kind aber versehentlich Norma Jeane Mortenson genannt. Am 6. Dezember 1926 ließ die Großmutter Della Mae Monroe, geb. Hogan, das Mädchen auf den Namen Norma Jeane Baker taufen. Sie gab den Nachnamen des ersten Ehemannes ihrer Tochter an, um die Unehelichkeit des Kindes zu vertuschen. 1927 starb die an manisch-depressiven Psychosen leidende Großmutter im Alter von 51 Jahren an einer Herzmuskelentzündung. Bereits 1909 war der Großvater Otis Elmer Monroe im Alter von 43 Jahren an den Spätfolgen der Syphilis gestorben.

## Kindheit und Jugend
Auf Anraten ihrer Mutter gab Gladys zwölf Tage nach der Geburt Norma Jeane für ein geringes Kostgeld nach Hawthorne zu den religiösen Pfingstlern Ida und Albert Wayne Bolender. Die Bolenders lebten in armen Verhältnissen und stockten wie viele Familien dieser Zeit ihr Einkommen als Pflegeeltern eines Kindes auf. Dafür erhielten sie 25 US-Dollar pro Monat, entweder von den leiblichen Eltern oder vom Bundesstaat Kalifornien. Die ersten sieben Jahre ihres Lebens wuchs Norma Jeane behütet auf. Anfangs hielt sie die Bolenders für ihre Eltern. Zusammen mit dem gleichaltrigen Adoptivsohn Lester wurde sie fromm erzogen und ging regelmäßig in die Kirche.
1933 hatte Gladys Geld für einen Bungalow angespart und nahm ihre Tochter wieder zu sich. Wenig später, ausgelöst durch den Suizid ihres von der Weltwirtschaftskrise gezeichneten Großvaters Tilford Marion Hogan, erlitt sie einen Nervenzusammenbruch und erkrankte psychisch. 1934 wurde sie mit der Diagnose Schizophrenie in das General Hospital von Los Angeles eingewiesen und später in das State Hospital in Norwalk verlegt. Fortan lebte Gladys mit wenigen Ausnahmen bis zu ihrem Tod in Einrichtungen für psychisch erkrankte Frauen. Im Alter von 81 Jahren starb sie 1984 verarmt an einem Herzinfarkt in Florida.
Norma Jeane wurde 1934 zu einer Sozialwaisen. Wegen der durch das Jugendamt (CPS) zu klärenden Vormundschaft wurde sie für wenige Monate bei der Familie Giffen als Pflegekind untergebracht. Daraufhin schickte das Jugendamt das Kind für 7 Monate in ein Waisenhaus. Dort war Norma Jeane zwar versorgt, doch der Aufenthalt im Waisenhaus blieb ihr zeitlebens in traumatischer Erinnerung. Die kinderlose Grace Mc Kee war die beste Freundin ihrer Mutter. Diese setze sich dafür ein, die Vormundschaft für Norma Jeane zu übernehmen. So übertrug das Jugendamt 1935 die Vormundschaft an Grace Mc Kee, zumal das Kind „Tante Grace“ bereits gut kannte. Grace liebte Filme und nahm das Mädchen regelmäßig mit ins Kino. Sie weckte in Norma Jeane die Begeisterung für den Film.
Anfang 1936 heiratete Grace den Handelsvertreter Ervin Goddard, der seine Tochter Eleanor mit in die Ehe brachte. Nachdem Ervin Goddard in betrunkenem Zustand der erst zehnjährigen Norma Jeane gegenüber zudringlich geworden war, reichte Grace das Kind an Ida Martin weiter. Ida Martin war die Schwiegermutter ihres 1929 verschwundenen Onkels Marion Otis Elmer Monroe, der an paranoider Schizophrenie litt. Er wurde 1955 für tot erklärt. Kurz vor ihrem zwölften Geburtstag wurde Norma Jeane von ihrem dreizehnjährigen Cousin zu sexuellen Handlungen gezwungen, was körperlich wie auch emotional schmerzhaft für sie gewesen sein muss. Schließlich gab Grace das Kind 1938 in die Obhut ihrer eigenen Tante. Ana Lower war eine verhältnismäßig gut betuchte und warmherzige Witwe im reifen Alter. Bei „Tante Ana“ fand Norma Jeane zum ersten Mal Halt und Vertrauen. Ana Lower starb 1948. Später sagte Marilyn Monroe:

“Aunt Ana was the only person who let me know what love means.”

„Tante Ana war der einzige Mensch, der mich wissen ließ, was Liebe bedeutet.“

Ab September 1939 besuchte Norma Jeane die Emerson Junior High School in Westwood Village. In den meisten Fächern waren ihre Leistungen durchschnittlich. Begabung zeigte sie im Unterricht für Aufsätze. Für die Schulzeitung schrieb sie humorvolle Texte. Als junges Mädchen war sie schüchtern. Wenn sie in der Schule etwas aufsagen musste, fing sie an zu stottern. Doch schon bald hatte Ana Lower mit gesundheitlichen Problemen zu kämpfen, und Norma Jeane zog wieder zur Familie Goddard. In der gleichaltrigen Eleanor Goddard fand sie eine Freundin. Mit ihr ging sie ab September 1941 in die Van Nuys High School.
1942 beschloss Ervin Goddard aus beruflichen Gründen, mit Grace und Eleanor nach West Virginia zu ziehen. Norma Jeane hatte inzwischen den Nachbarn James Dougherty kennen gelernt. Um eine Rückkehr ins Waisenhaus zu verhindern, arrangierte Grace die Heirat mit Dougherty. Am 19. Juni 1942, zweieinhalb Wochen nach ihrem sechzehnten Geburtstag, heiratete Norma Jeane Mortenson den fünf Jahre älteren James Dougherty. Sie verließ die University High School in West Los Angeles, da die gesetzlichen Bestimmungen in Bezug auf verheiratete Minderjährige sie dazu zwangen. Ein Schulabschluss wurde ihr dadurch verwehrt. 1944 lernte Norma Jeane ihre verheiratete Halbschwester Berniece Miracle und ihre Nichte Mona Rae kennen. Die Halbschwestern wussten zuvor nichts voneinander. Ihr Vormund Grace Mc Kee, verheiratete Goddard, nahm sich 1953 nach der Diagnose zu einer unheilbaren Krebserkrankung im stark alkoholisierten Zustand mit einer Überdosis Schlaftabletten das Leben.

## Karriere

### Fotomodell und kleine Filmrollen 1945–1949
Im Jahr 1944 arbeitete Norma Jeane Dougherty in einer Rüstungsfabrik. Im Herbst des Jahres wurde sie dort von dem Armeefotografen David Conover entdeckt. Der Fotograf war von Ronald Reagan, Offizier für Öffentlichkeitsarbeit, Sektion Westküste, beauftragt worden, Fotos von hübschen Arbeiterinnen der heimischen Rüstungsindustrie zu machen. Solche Bilder hatten unter dem Titel Rosie the Riveter im Zweiten Weltkrieg Kultstatus und waren unter Soldaten beliebt, und Conover wurde beauftragt, solche Fotos für das YANK-Magazin zu erstellen.
David Conover beschrieb das erste Aufeinandertreffen mit Norma Jeane Dougherty wie folgt:
I moved down the assembly line, taking shots of the most attractive employees. None was especially out of the ordinary. I came to a pretty girl putting on propellers and raised the camera to my eye. She had curly ash blond hair and her face was smudged with dirt. I snapped her picture and walked on. Then I stopped, stunned. She was beautiful. Half child, half woman, her eyes held something that touched and intrigued me.
Ich ging das Fließband entlang und fotografierte die attraktivsten Mitarbeiter. Keiner war besonders ungewöhnlich. Ich kam zu einem hübschen Mädchen, das gerade Propeller anzog, und hob die Kamera an mein Auge. Sie hatte lockiges aschblondes Haar und ihr Gesicht war schmutzverschmiert. Ich machte ein Foto von ihr und ging weiter. Dann blieb ich fassungslos stehen. Sie war wunderschön. Halb Kind, halb Frau, und in ihren Augen lag etwas, das mich berührte und faszinierte.

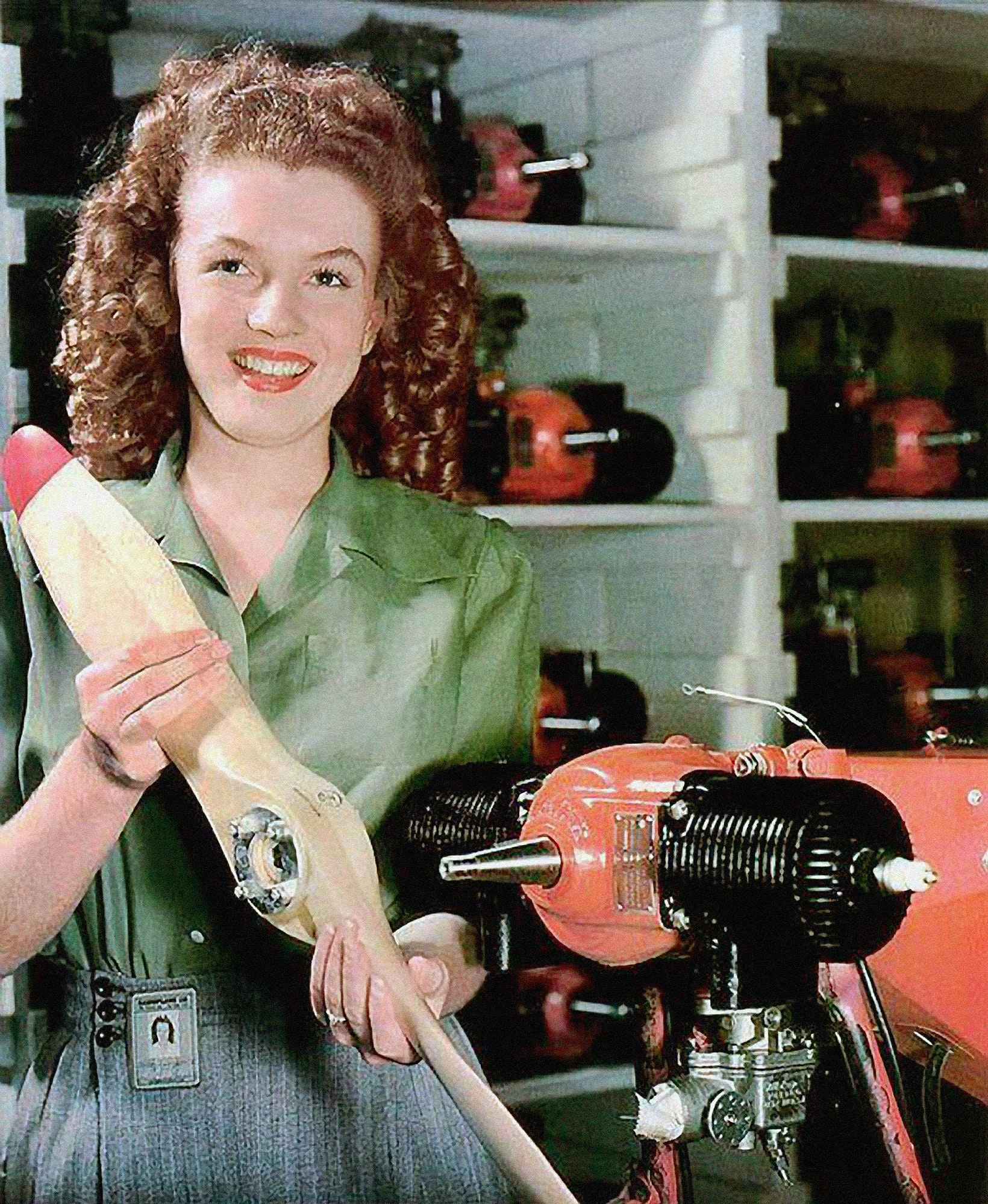
Norma Jeane Dougherty, fotografiert von David Conover (1944)

Conover machte an der Werkbank ein paar weitere Fotos von ihr und konnte sie überreden, in einer Arbeitspause ein ausgedehnteres Shooting mit ihm zu machen. In den folgenden Monaten bis zum Sommer 1945 folgten weitere Fotoshootings. 
Dabei erfuhr er von ihrem Wunsch, Schauspielerin zu werden. Conover, der ihr Talent erkannte, riet ihr jedoch, sich zuerst als Model zu bewerben. Im Juni 1945 bot ihr Emmeline Snively von der Modelagentur The Blue Book Agency in Hollywood einen Vertrag an. Dort machte sie eine Ausbildung zum Fotomodell und Mannequin. Sie besprach alle Fotos mit der Agentur und arbeitete stets daran, ihren Ausdruck zu perfektionieren. Rasch etablierte sie sich als eines der beliebtesten Fotomodelle der Agentur. Am 26. April 1946 erschien ihr Foto erstmals auf der Titelseite einer überregionalen Zeitschrift. Auf Anraten der Agentur ließ sie ihre brünetten, krausen Haare blondieren und glätten. Ab 1947 war sie weltweit auf den Titelseiten zahlreicher Zeitschriften zu sehen.
Auf Betreiben ihrer ersten Agentin bekam Norma Jeane einen Vorstellungstermin bei Ben Lyon, dem Talentsucher der 20th Century Fox. Am 19. Juli 1946 machte sie die ersten Probeaufnahmen beim Film. Ben Lyon hatte dafür vier der besten Leute bei der 20th Century Fox angefordert. Mit Zustimmung von Vizepräsident und Produktionschef Darryl F. Zanuck erhielt sie kurz darauf einen Halbjahresvertrag als Nachwuchsschauspielerin. Der Arbeitsvertrag, der später bei doppelten Bezügen um sechs Monate verlängert wurde, war mit 75 Dollar pro Woche dotiert, unabhängig davon, ob sie arbeitete oder nicht. Zudem forderte der Vertrag, dass sie unverheiratet war, was Norma Jeane zu einer raschen Scheidung von ihrem Ehemann bewog. Zusammen mit Ben Lyon wählte sie einen Künstlernamen. Obwohl ihr Marilyn, nach dem Broadwaystar Marilyn Miller, anfangs nicht gefiel, ließ sie sich von Ben Lyon davon überzeugen. Als Nachnamen wählte sie den Geburtsnamen ihrer Mutter, Monroe. Sie war jeden Tag auf dem Studiocampus und besuchte Kurse zur Sprech-, Gesangs-, Tanz- und Schauspielausbildung.
Ihren ersten Einsatz hatte sie 1947 als Komparsin in dem Filmmusical The Shocking Miss Pilgrim. Noch im gleichen Jahr hatte sie ihr Debüt in dem Film Scudda Hoo! Scudda Hay!, der erst 1948 in die Kinos kam. In einer Szene von wenigen Sekunden grüßt sie die Hauptdarstellerin mit „Hi, Rad!“, die daraufhin zurückgrüßt mit „Hi, Betty!“. Alle anderen Szenen, in denen sie etwa beim Kanufahren zu sehen ist, wurden herausgeschnitten. Neben weiteren Komparsenrollen in You Were Meant for Me und Green Grass of Wyoming hatte sie in Dangerous Years eine kleine Rolle als Serviererin Evie. Die Filmauftritte waren weder für Marilyn Monroe noch für das Filmstudio ein Erfolg. So wurde ihr Vertrag nach einem Jahr nicht verlängert. Im Januar 1947 hatte das Studio einige der jungen Schauspieler zur Weiterbildung in das Actors’ Laboratory geschickt. Hier arbeitete sie weiter mit, hatte Kontakt zu erfahrenen Theaterschauspielern aus New York, studierte Szenen ein, lernte soziale und politische Themen und die ernste Schauspielkunst kennen.
Durch Vermittlung von Joseph Schenck, dem Aufsichtsratsvorsitzenden der 20th Century Fox, unterschrieb Marilyn Monroe bei Columbia Pictures im März 1948 einen Vertrag, der sechs Monate dauern sollte. Dafür stellte Studio-Boss Harry Cohn zwei Bedingungen: Monroe sollte sich die Haare stärker blondieren lassen und ihr spitzer Haaransatz sollte entfernt werden. Diesen Veränderungen kam sie schnell nach und noch im gleichen Jahr nahm sie Schauspielunterricht bei Natascha Lytess, die Schauspiellehrerin bei Columbia Pictures war. Lytess setzte sich für sie ein und im Sommer des Jahres hatte Monroe ihre erste Hauptrolle in dem Filmmusical Ich tanze in dein Herz. In dem preiswert produzierten B-Picture bezauberte sie mit ihrer Ausstrahlung und Gesangsstimme und wurde in der für die Filmindustrie wichtigen Wirtschaftszeitung Motion Picture Herald erstmals lobend erwähnt.
In der folgenden Zeit korrigierte sie kurzfristig mit einer Zahnspange ihr Gebiss. Ihr neuer Agent wurde Johnny Hyde. Er war der einflussreiche Vizepräsident der bekannten und mächtigen Agentur William Morris und veranlasste, dass ihr leichter Überbiss endogen behoben wurde. Mit dem wesentlich älteren, verheirateten, kleinwüchsigen Agenten führte sie bis zu dessen Tod eine platonische Beziehung. Einem Heiratsantrag von Johnny Hyde gab sie nicht nach, obwohl dieser ihr bei einer Ehe ein finanzielles Auskommen zugesichert hatte. Sie begründete ihre Zurückhaltung damit, dass sie ihn zwar lieb habe, ihn aber nicht liebe. Er starb im Dezember 1950 mit 55 Jahren.
Johnny Hyde erreichte 1949, dass für sie eine kurze Rolle in das Drehbuch für den letzten Film der Marx Brothers geschrieben wurde. In Love Happy spielt Groucho Marx einen Detektiv und Monroe eine verführerische Klientin. Monroes Kurzauftritt beeindruckte die Produzenten so sehr, dass sie für die Werbekampagne durch die USA und zur Premiere nach New York geschickt wurde. Danach war sie zunächst arbeitslos und nahm deshalb Kontakt mit dem Fotografen Tom Kelley auf. Von ihm ließ sie sich für eine Serie von professionellen Aktfotos ablichten, die in ihrem späteren Leben noch für Aufregung sorgen sollten.

### Erste Erfolge als Filmschauspielerin 1950–1952

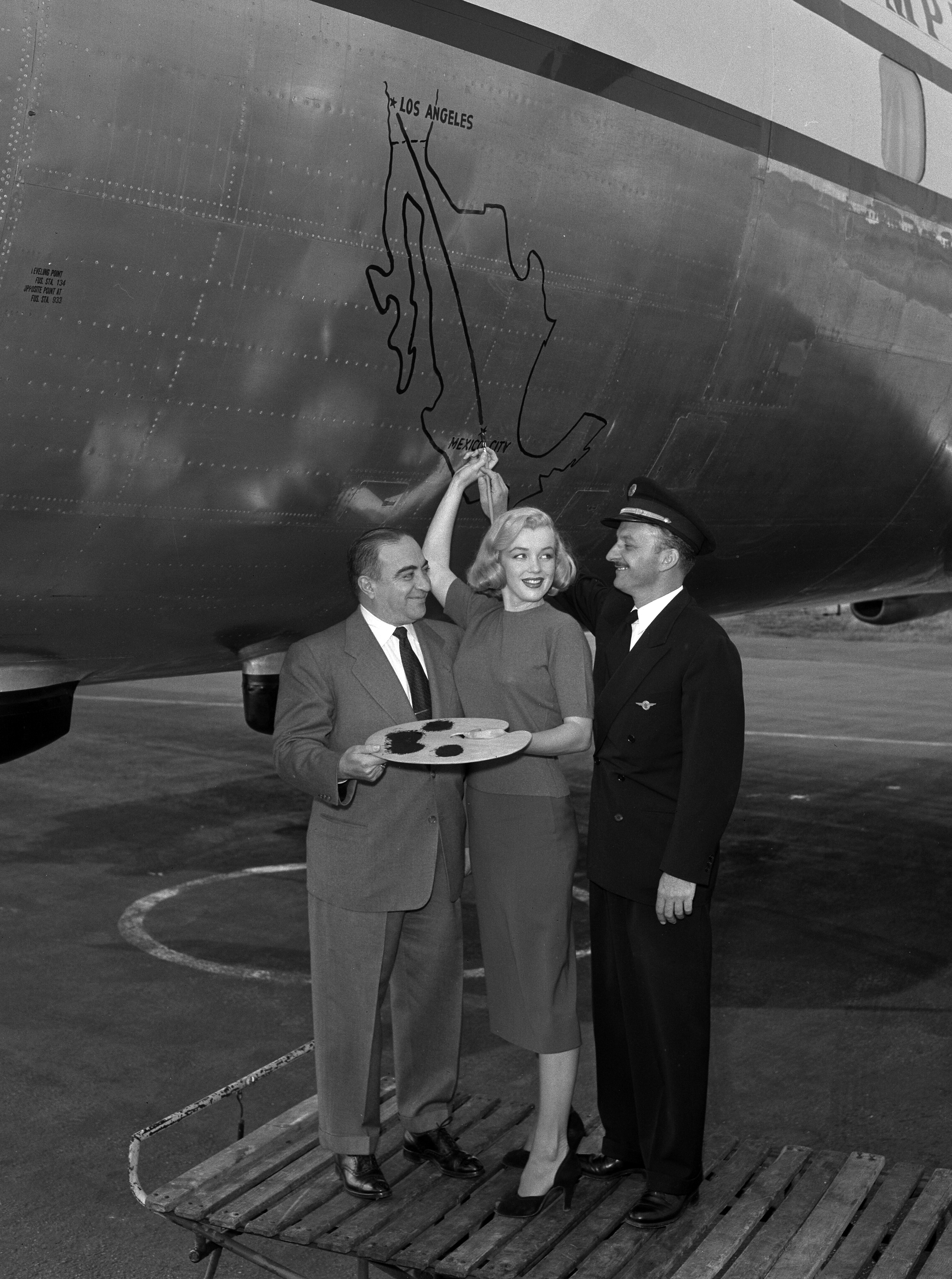
Marilyn Monroe bei einer PR-Aktion für Pan American Airways in Los Angeles (um 1950)

Als Marilyn Monroes Popularität wuchs, konnte Johnny Hyde sie 1950 mit einem kleinen Auftritt als Tänzerin und Sängerin in dem Film A Ticket to Tomahawk unterbringen. Die Leiterin der Talentabteilung von MGM setzte sich bei dem Regisseur John Huston für sie ein. Daraufhin bekam sie in seinem Film noir Asphalt-Dschungel die erste größere Rolle in einer bedeutenden Filmproduktion. In drei Szenen von insgesamt fünf Minuten Dauer zeigte Monroe eine hervorragende Darstellung als naive Angela Phinlay, die Geliebte eines alten, betrügerischen Anwalts. Im selben Jahr war sie dann kurz als das Groupie Polly in dem Film Rollschuh-Fieber zu sehen. Weitere kleine Rollen hatte sie anschließend als halbseidenes Fotomodell Dusky Ledoux in Der einsame Champion und in dem von General Motors finanzierten Film Hometown Story als gewitzte Rezeptionistin Iris Martin. In einem kurzen Werbefilm pries sie danach das Motoröl der Firma Royal Triton an. Zudem erhielt sie durch die Bemühungen von Johnny Hyde bei der 20th Century Fox eine größere Nebenrolle in der erstklassigen Tragikomödie Alles über Eva von Joseph L. Mankiewicz. Die auffallende Figur der ambitionierten Nachwuchsschauspielerin Claudia Caswell, die mit ihren launigen Wortwitzen Aufsehen erregt, spielte sie mit bemerkenswertem Talent. Daraufhin konnte Johnny Hyde kurz vor seinem Tod mit der 20th Century Fox einen neuen Vertrag für sie aushandeln, den sie im Dezember 1950 unterschrieb. Nun verfügte sie zum ersten Mal über ein geregeltes Einkommen. Der Vertrag fesselte sie aber im Rahmen des Starsystems für sieben Jahre an das Filmstudio.
1951 lernte Monroe den Schauspieler Michael Tschechow kennen. Bei ihm nahm sie zusätzlich Schauspielunterricht und erlernte das Schauspielsystem von Konstantin Sergejewitsch Stanislawski. Seine Schauspielmethode sollte Monroe vier Jahre später dazu bewegen, das Method Acting zu erlernen. Außerdem belegte sie 1951 Kurse in Literatur und Kunst an der Universität von Kalifornien in Los Angeles.
An den neuen Vertrag bei der 20th Century Fox gebunden, spielte sie zunächst auffallende Nebenrollen in den Filmkomödien As Young as You Feel, Love Nest und Let’s Make It Legal. In diesen mit geringem Budget produzierten Filmen zeigte Monroe zum ersten Mal ihre einzigartige Leinwandpräsenz. Bei der Oscarverleihung 1951 hatte sie einen Auftritt als Nachwuchsstar: Für Alles über Eva überreichte sie den Ton-Oscar.
Andere Filmstudios wurden auf sie aufmerksam und begannen um sie zu werben. Sie wurde schließlich von der 20th Century Fox an die RKO Pictures für Fritz Langs Milieustudie Vor dem neuen Tag ausgeliehen. Sie spielte eine junge, selbstbewusste Arbeiterin in einer Fischfabrik. Der Erfolg des Films war nicht zuletzt Marilyn Monroe zu verdanken. Trotz gemischter Kritiken waren die Zuschauer neugierig auf die provokante Darstellerin.
Im März 1952 provozierte Monroe einen Sexskandal, als eines der Aktfotos, die Tom Kelley 1949 von ihr gemacht hatte, auf einem Wandkalender erschien, der unter dem Ladentisch an Tankstellen verkauft wurde. Das Foto zeigt Monroe nackt auf rotem Samt. Auf die Frage eines Journalisten vom Time Magazine sagte sie dazu:

“It’s not true I had nothing on. I had the radio on.”

„Es ist nicht wahr, dass ich nichts an hatte. Ich hatte das Radio an.“

Mit ihrer geistesgegenwärtigen Antwort rettete sie ihre gerade begonnene Karriere. Der Kalender wurde finanziell ein Erfolg. Sie selbst hatte 1949 ein Honorar von nur 50 Dollar für die Fotositzung erhalten. Im Dezember 1953 erschien das Foto nochmals in der ersten Ausgabe des Playboy. Bis 1956 wurden Fotos aus der Sitzung auf mehreren Kalendern veröffentlicht. Letztendlich begründeten die Fotos ihr Image als Sexsymbol und Ikone der Aktfotografie.
Aufgrund ihres neuen Images stellten Journalisten ihr auch indiskrete Fragen. Einmal wurde sie gefragt, was Marilyn Monroe im Bett trägt. Daraufhin antwortete sie:

“I only wear Chanel Nº 5.”

„Ich trage nur Chanel Nº 5“

Seitdem war sie für ihre Schlagfertigkeit bekannt.

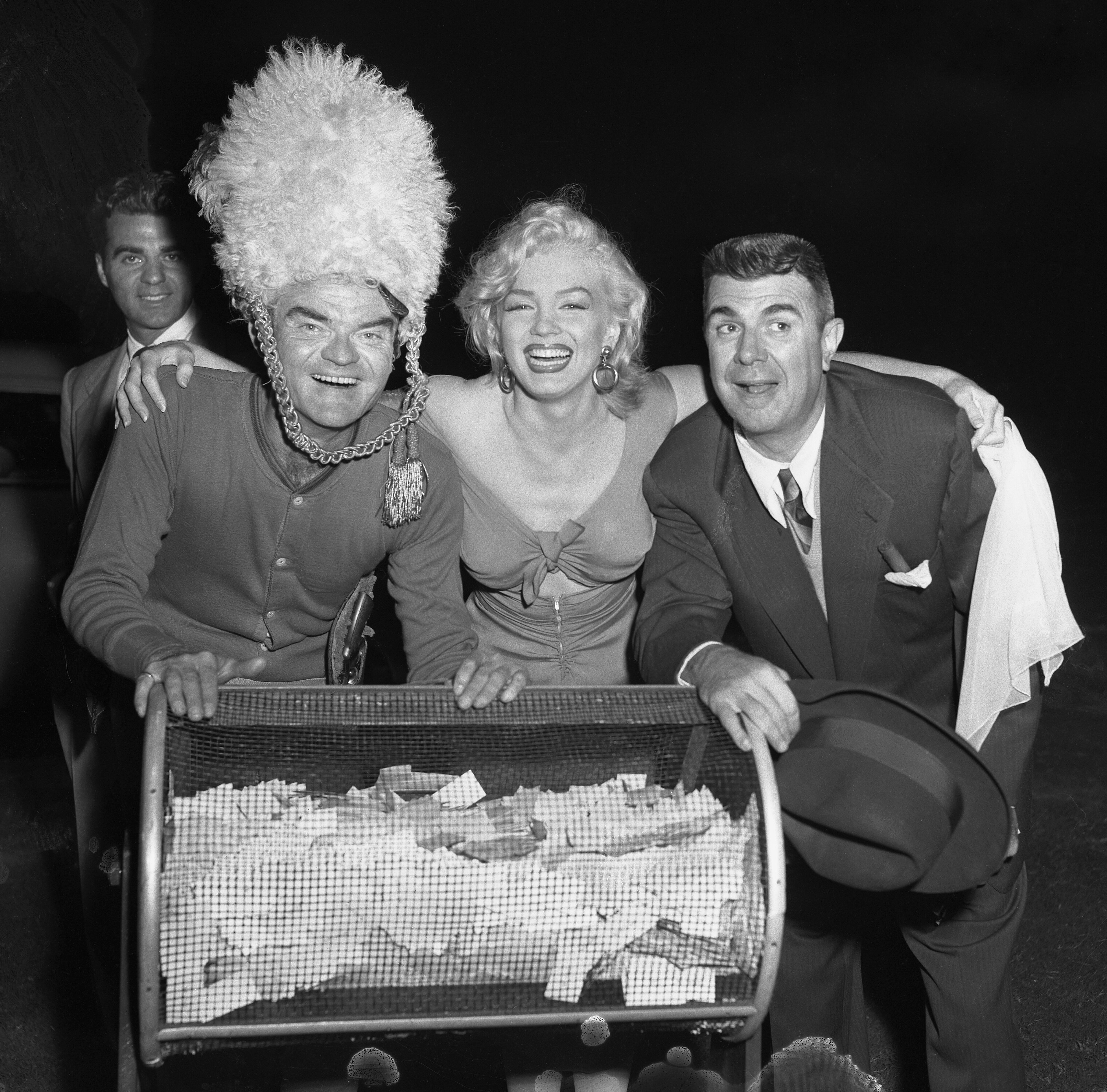
Monroe mit Spike Jones (links) und Ken Murray bei einem Footballspiel für wohltätige Zwecke (1952)

Wieder bei der 20th Century Fox, bekam sie ihre erste große Hauptrolle. In Versuchung auf 809 überzeugt sie in der dramatischen Rolle eines psychopathischen Kindermädchens. Weitere ernsthafte Rollenangebote blieben jedoch aus. Ihre Darstellungen beschränkten sich meist auf den Typ der naiven, lasziven Blondine. In der Filmkomödie Wir sind gar nicht verheiratet wird sie zur Mrs. Mississippi gekürt und in der turbulenten Filmkomödie Liebling, ich werde jünger mimte sie eine jugendliche Sekretärin. Neben ihrer Schönheit wurde ihr komödiantisches Talent gelobt. Eine Blinddarmoperation im selben Jahr machte Schlagzeilen und löste eine Welle von Fanbriefen aus. Zu dieser Zeit erhielt Monroe ihre ersten Auszeichnungen, darunter den Photoplay Award, der sie als größten Publikumsliebling ehrte.
Die 20th Century Fox lancierte in der Presse nun zahlreiche neue Fotos, die Monroe in attraktiven Filmkostümen zeigten. Auf einer Party in Beverly Hills erschien sie in einem dekolletierten, roten Kleid. Eine Lokalzeitung kritisierte, dass ihr ein Kartoffelsack besser stünde. Daraufhin startete die 20th Century Fox eine erfolgreiche PR-Kampagne mit Fotos, auf denen Monroe einen Kartoffelsack trug. Die Fotos erschienen unter der Überschrift:

“Even in a potato sack Marilyn Monroe looks good.”

„Sogar in einem Kartoffelsack sieht Marilyn Monroe gut aus.“

### Internationale Erfolge als Filmstar 1953–1954
Im Januar 1953 kam Niagara in die Kinos. Der Film wurde mit Marilyn Monroe als „achtem Weltwunder“ angekündigt. Als verführerische, gewissenlose Ehefrau, die mit ihren Mordplänen tödlich scheitert, spielte sie eine Rolle, die außerhalb ihres Klischees lag. Henry Hathaway inszenierte den Farbfilm als Thriller im Stil des Film noir. Vor der grandiosen Kulisse der Niagarafälle setzte er Monroes erotische Ausstrahlung als Femme fatale eindrucksvoll in Szene. Niagara war ein Meilenstein in ihrer Karriere und machte sie endgültig zum internationalen Star.

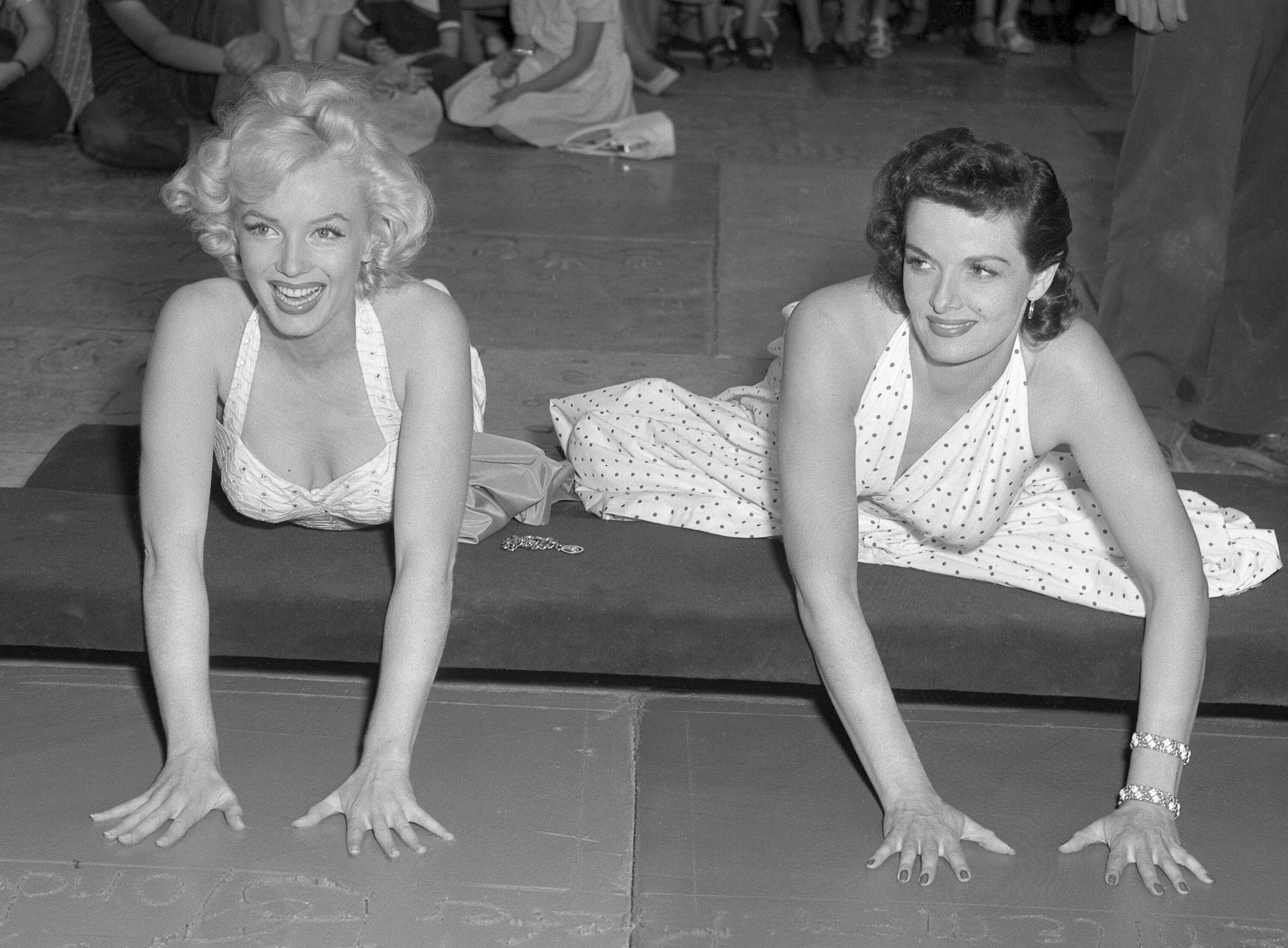
Marilyn Monroe und Jane Russell vor dem Grauman’s Chinese Theatre (1953)

Bereits 1952 hatte Monroe an ihrem Geburtstag die Rolle der diamantenliebenden und burlesken Lorelei Lee in dem Filmmusical Blondinen bevorzugt bekommen, eine Adaption des gleichnamigen, erfolgreichen Broadwaymusicals. Unter der Regie von Howard Hawks begannen die Dreharbeiten unverzüglich nach dem Abschluss von Niagara. Jane Russell wurde als größter Star angekündigt und erhielt die zehnfache Gage von Monroe. Die „knallbunte“ Komödie bietet vordergründig leichte Unterhaltung, enthält jedoch einige Seitenhiebe auf den Materialismus. In einer Tanzszene singt Monroe Diamonds Are a Girl’s Best Friend, eines ihrer bekanntesten Lieder. Nach dem großen Erfolg des Films hinterließen sie und ihre Filmpartnerin im Sommer 1953 ihre Hand- und Schuhabdrücke vor dem Grauman’s Chinese Theatre.
Eine ähnliche Rolle hatte sie 1953 unter der Regie von Jean Negulesco in der Filmkomödie Wie angelt man sich einen Millionär?, der ersten Cinemascope-Filmproduktion. In der Rolle der kurzsichtigen Pola ist sie auf der Suche nach einem reichen Mann. Mit diesem Film löste sie Betty Grable als populärstes Pin-up-Girl der US-Soldaten ab. Marilyn Monroe war auch der Garant für den Erfolg des neuen Filmverfahrens der 20th Century Fox, die ihren attraktiven Körper mit der Wirkung der anamorphotischen Linse verglich. Im selben Jahr hatte sie ihren ersten Auftritt im Fernsehen. In der Show von Jack Benny trat sie mit einem kleinen Sketch und einer Gesangseinlage auf. Dabei warb sie für den Film und das neue Kinoerlebnis Cinemascope.

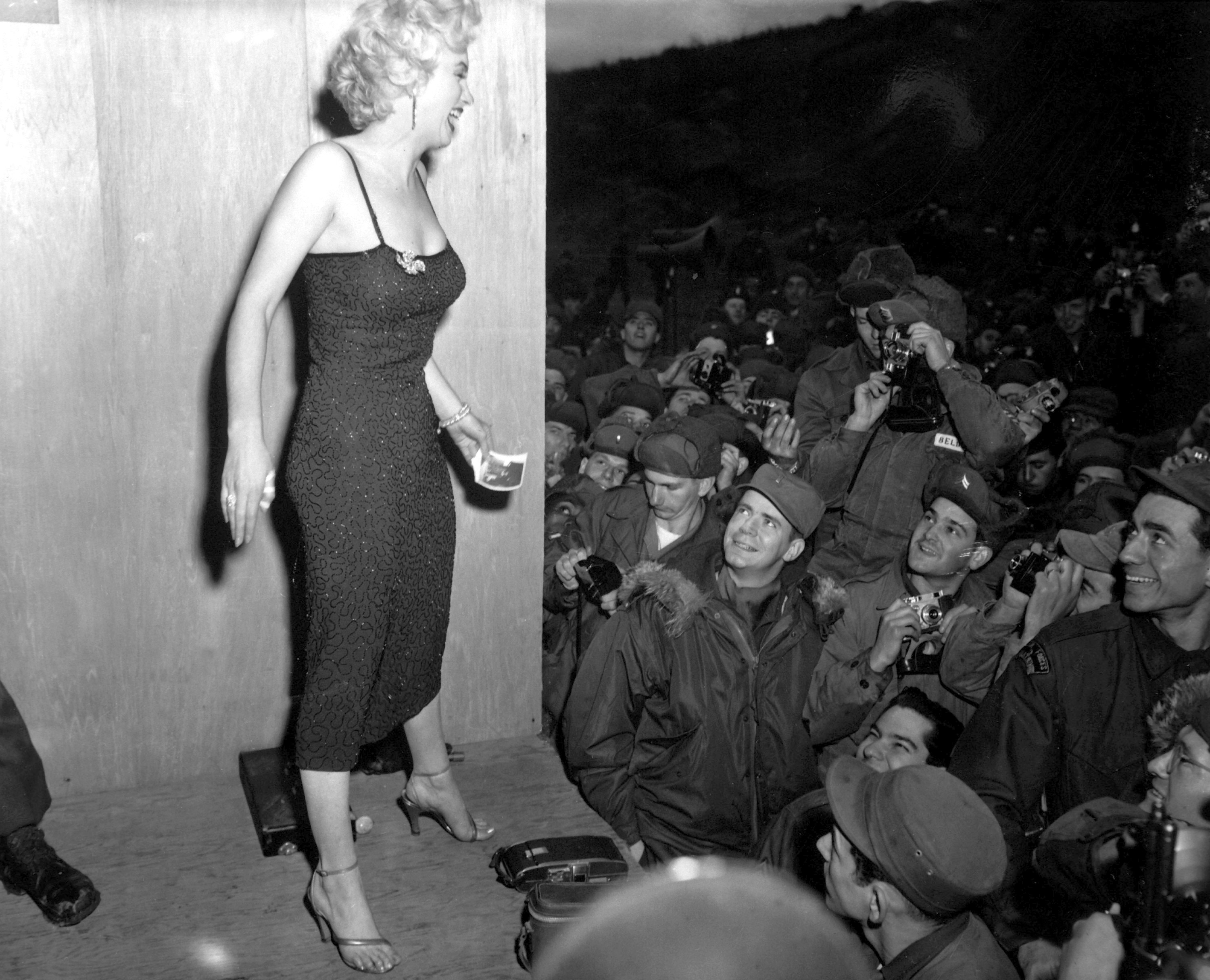
Marilyn Monroe während ihrer Konzerttournee für die Soldaten der 3. US-Infanteriedivision nach dem Waffenstillstand zum Koreakrieg (1954)

Im Dezember 1953 hatte Monroe auf Vermittlung von Bob Hope mit den United Service Organizations einen Vertrag über eine Konzerttournee in das kriegsverwüstete Südkorea abgeschlossen. Im Februar 1954 sang sie für die Soldaten der alliierten US-Streitkräfte. Die kurze Tournee war ein großer Erfolg. Trotz des eisigen Wetters trat sie im leichten Abendkleid auf, weshalb sie nach der Tournee an einer Lungenentzündung erkrankte.
Im Frühjahr 1954 wurde Fluß ohne Wiederkehr uraufgeführt, der einzige klassische Western, in dem Monroe eine Hauptrolle spielt. Die Regie führte Otto Preminger. Während der Dreharbeiten verletzte Monroe sich den Knöchel, was die Produktion des Films verzögerte. Es kam zu Streitigkeiten mit dem Regisseur. Er hatte in einem Interview gesagt:

“Marilyn Monroe is like Lassie. You have to shoot the same scene with her 14 times before she barks in the right place.”

„Marilyn Monroe ist wie Lassie. Mit ihr muss man 14-mal die gleiche Szene drehen, bevor sie an der richtigen Stelle bellt.“

Monroe kommentierte den Film mit den Worten:

“I think I deserve better than a third-rate cowboy movie in which acting is secondary to the scenery and the cinemascope process.”

„Ich denke, ich verdiene etwas Besseres als einen drittklassigen Cowboy-Film, in dem die Schauspielerei nach der Landschaft und dem Cinemascope-Verfahren nur zweitrangig ist.“

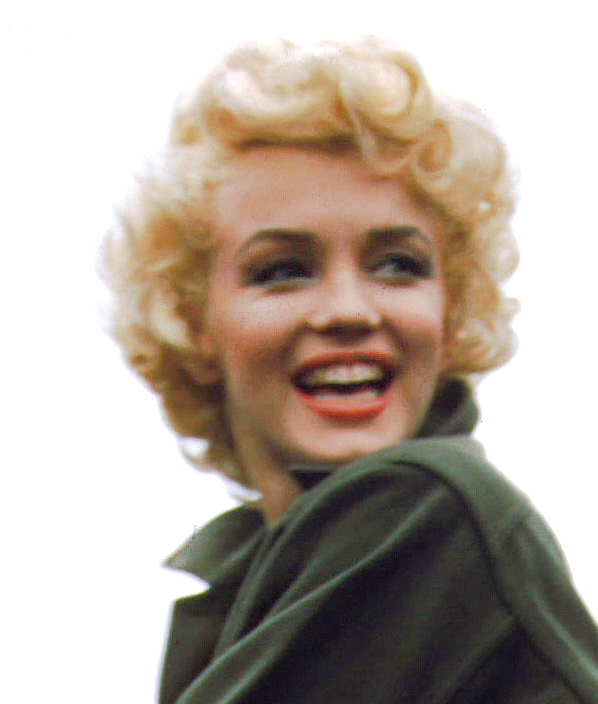
Marilyn Monroe, Südkorea (1954)

Der 1954 entstandene Film Rhythmus im Blut ist eine aufwendige Produktion in Farbe und eine Hommage an den Komponisten Irving Berlin. Sie spielt darin eine Garderobiere, die Karriere als Revuestar macht. Das musikalische Familienrührstück war in den Vereinigten Staaten ein großer Erfolg.
Bereits im Februar wurde sie bei der Golden Globe Preisverleihung mit dem Henrietta Award 1954 als weltweit beliebteste Darstellerin geehrt.
1953 und 1954 wurde Monroe zum größten finanziellen Erfolg der 20th Century Fox. Ihr alter, unvorteilhafter Siebenjahresvertrag mit der Filmproduktion gab ihr 1953 die Möglichkeit, einen Vertrag mit RCA Records abzuschließen. Dieser erlaubte ihr, Gesangsaufnahmen aus den Filmen Fluss ohne Wiederkehr und Rhythmus im Blut außerhalb des üblichen Soundtracks unter eigenem Namen auf Schellackplatte, Single und EP international zu veröffentlichen. Unter dem RCA-Label wurden zwei weitere Lieder aufgenommen, die erst 1972 auf LP erschienen, da sie zum Zeitpunkt der Aufnahme als zu frivol für eine Veröffentlichung empfunden wurden.
Bereits 1953 war es immer wieder zu Auseinandersetzungen mit der 20th Century Fox gekommen. Monroe bestand auf anspruchsvolleren Rollen. Mehrere Drehbücher hatte sie bereits abgelehnt. Dies führte 1954 zu einem Kompromiss. Für ihre Mitwirkung in dem Film Rhythmus im Blut wurde ihr die Hauptrolle in dem Film Das verflixte 7. Jahr unter der Regie von Billy Wilder zugesagt. Die Komödie lief bereits erfolgreich als Theaterstück am Broadway. Monroe spielt darin „Das Mädchen“, das im Hochsommer seine Unterwäsche in den Kühlschrank legt. Die Dreharbeiten begannen 1954. Der Film wurde einer ihrer größten Erfolge. Die Szene, in der ihr Kleid über einem New Yorker U-Bahn-Schacht hochgeweht wird, wurde legendär. In einer weiteren Szene des Films parodierte sie eine Femme fatale bis zur Lächerlichkeit. Nach dem Ende der Dreharbeiten trennte sie sich von ihrer langjährigen Schauspiellehrerin Natascha Lytess und zog nach New York.
Die von dutzenden Pressefotografen aufgenommenen Fotos wie Marilyn Monroe während einer von der Filmgesellschaft lancierten Aktion im Rahmen der Öffentlichkeitsarbeit über einem U-Bahn-Schacht in New York City steht und dabei ihr weißes Kleid emporgewirbelt wird, gehören zu den bekanntesten Fotos des 20. Jahrhunderts.

### Method Acting und bessere Filme 1955–1957
1955 zeichnete sich für Monroe eine kreative und berufliche Wende ab. Im Dezember 1954 hatte sie zusammen mit dem Fotografen Milton Greene ihr eigenes Unternehmen, die Marilyn Monroe Productions Incorporated gegründet. Monroe hielt 51 % der Anteile, Milton Greene 49 %. Zu dieser Zeit war Monroe nach Mary Pickford, Gloria Swanson und Norma Shearer die vierte, prominente, weibliche Vertragsschauspielerin Hollywoods, die eine eigene Filmproduktionsgesellschaft gegründet hatte und damit als eigenständige Geschäftsfrau und Vertragspartnerin auftrat. Dies führte in Hollywood zu einem Skandal, zumal sie die 20th Century Fox wegen Vertragsbruchs verklagt hatte. Trotz wiederholter Mahnungen Monroes hatte die 20th Century Fox die Verpflichtungen aus dem Siebenjahresvertrag von 1950 nicht erfüllt und ihre Arbeit für den Film Das verflixte 7. Jahr nicht entlohnt. Es kam zu einem Vergleich. Schließlich erhielt Marilyn Monroe nachträglich ihr Honorar, und der Siebenjahresvertrag von 1950 wurde aufgelöst. Im gegenseitigen Einvernehmen sagten beide Parteien zu, zeitnah einen neuen Vertrag auszuarbeiten.
Schon ein Weltstar, besuchte sie nun Seminare am Actors Studio in New York und erlernte dort das von ihr so geschätzte Method Acting. Der hier geschäftsführende Schauspiellehrer Lee Strasberg wurde zu ihrem Mentor. Seine Ehefrau Paula beriet Monroe während der Dreharbeiten zu den folgenden Filmen. In den kommenden Jahren sollte sowohl das in der Branche verhasste Method Acting als auch die Anwesenheit Paula Strasbergs zu Kontroversen bei Dreharbeiten führen.
1955 stand Monroe wieder in Hollywood vor der Kamera. Unter neuen vertraglichen Bedingungen produzierte die 20th Century Fox zusammen mit der Marilyn Monroe Productions Incorporated den Film Bus Stop. Die Auswahl der Drehbücher und Regisseure konnte Monroe nun mitbestimmen. Das neuzeitliche Westerndrama hatte zuvor Erfolge am Broadway gefeiert. Für den Film wurde der Regisseur Joshua Logan engagiert. Er hatte ebenfalls Erfahrungen mit dem Method Acting, was Monroe überzeugte. Eigens für diese Rolle eignete sie sich einen Südstaatenakzent an. Ihre schauspielerische Leistung wurde nach der Premiere von der Kritik gefeiert. Dennoch blieb der kommerzielle Erfolg aus. Insbesondere in Europa kam die amerikanische Milieustudie beim Publikum nicht an.
1957 stand sie in den Pinewood Studios für die im späten viktorianischen Zeitalter spielende Filmkomödie Der Prinz und die Tänzerin vor der Kamera. Ihr Filmpartner war der ehrwürdige britische Schauspieler Laurence Olivier, der auch die Regie führte. Monroe erwarb 1956 für das Drehbuch die Rechte an dem Bühnenstück The Sleeping Prince von Terence Rattigan. Bereits 1953 hatte Olivier zusammen mit seiner Ehefrau Vivien Leigh das Theaterstück erfolgreich in London uraufgeführt. Der Film ist das einzige Gesamtwerk der Marilyn Monroe Productions Incorporated. Während der Dreharbeiten kam es zwischen der Filmproduzentin Monroe und dem Filmregisseur Olivier zu erheblichen Auseinandersetzungen. Nach der Fertigstellung des Films forcierte Laurence Olivier in der internationalen Presse eine machohafte Beleidigungskampagne gegen Marilyn Monroe und bezeichnete sich in Europa sogar als Produzent des Films. Trotz guter Kritiken und einiger Auszeichnungen in Europa brachte der britische Film in den Vereinigten Staaten nicht den erwarteten kommerziellen Erfolg. Nach den Dreharbeiten trennte sich Marilyn Monroe von ihrem Geschäftspartner Milton Greene und wurde alleinige Inhaberin der Marilyn Monroe Productions Incorporated.

### Erfolgreichste Komödie und Charakterrolle 1958–1961
Nachdem Marilyn Monroe fast zwei Jahre in keinem Film mehr mitgewirkt hatte, stand sie ab August 1958 für Billy Wilder in dessen Filmkomödie Manche mögen’s heiß vor der Kamera. Darin spielt sie die Sängerin und Ukulelespielerin in einer Damenkapelle. In dem Film singt sie mehrere Lieder, darunter den Evergreen I Wanna Be Loved by You. Die Arbeit am Filmset gestaltete sich schwierig. Mehrfach unterbrach Monroe die Dreharbeiten, weil sie mit ihrer Arbeit nicht zufrieden war. Zu den Dreharbeiten erschien sie oft Stunden zu spät und konnte dann ihren Text nicht. Sie hatte Angst, nicht gut genug zu sein. Ohne hohen Konsum von Tranquilizern konnte sie nicht schlafen. Gleichzeitig trank sie zu viel Alkohol, was ihre Konzentration beeinträchtigte. Es kam zu Auseinandersetzungen zwischen Billy Wilder und Monroes Schauspiellehrerin Paula Strasberg. Monroes damaliger Ehemann Arthur Miller beklagte sich bei Billy Wilder wegen seiner schroffen Regieführung und drohte ihm mit verschiedenen Anwälten. Monroe war zu diesem Zeitpunkt schwanger, was Billy Wilder wusste. Die Dreharbeiten wurden zum Fiasko und verlängerten sich um 20 Tage. Dadurch erhöhten sich die Produktionskosten. Am Ende verlor Monroe ihr Kind durch eine Fehlgeburt. Nach Beendigung der Dreharbeiten von Manche mögen’s heiß sagte Billy Wilder in der New York Herald Tribune:

“Would I do [a movie] with Marilyn again? I discussed this with my family doctor, my psychiatrist, and my accountant, and they told me I was too old and too rich to go through this again.”

„Würde ich noch einmal mit Marilyn [einen Film] drehen? Ich habe das mit meinem Hausarzt, meinem Psychiater und meinem Buchhalter diskutiert, und sie haben mir gesagt, ich sei zu alt und zu reich, um das noch einmal durchzumachen.“

Manche mögen’s heiß wurde zum größten Erfolg in der Karriere von Billy Wilder und Marilyn Monroe. Der Film war 1959 ein Kassenschlager und gilt als die beste Filmkomödie aller Zeiten. Für ihre Rolle der Sugar Kane wurde Monroe 1960 mit dem Golden Globe als beste Hauptdarstellerin in einer Komödie ausgezeichnet.
Zeitlich schon lange im Verzug, musste die 20th Century Fox Monroe aus vertraglichen Gründen eine Rolle anbieten. Monroe hatte der Filmgesellschaft bereits anwaltlich gedroht. Da kein männlicher Filmstar neben ihr eine Rolle annehmen wollte, spielte sie 1960 neben dem französischen Schauspieler Yves Montand in Machen wir’s in Liebe. Die Regie übernahm George Cukor. Der Film handelt von einer Broadway-Aktrice, die einen schwerreichen Konzernchef für sein eigenes Double hält. Trotz witzigen Plots und originellen Gesangseinlagen war der Film kein kommerzieller Erfolg.
Monroes letzter vollendeter Film war Misfits – Nicht gesellschaftsfähig unter der Regie von John Huston. Der Film wurde im Herbst 1960 fertiggestellt. Sie spielte an der Seite von Clark Gable. Der bewunderte Schauspieler starb kurz nach Beendigung der Dreharbeiten an einem Herzinfarkt, was Monroe erschütterte. Mit diesem Film kündigte sich ihr lange ersehnter Wechsel ins Charakterfach an. Der Film stand im Zeichen der Kritik am amerikanischen Freiheitstraum. In den Vereinigten Staaten wurde der moderne Western von der Kritik als europäisch bezeichnet und war aufgrund seiner depressiven Grundstimmung ein Misserfolg. Die Rolle der Roslyn, die sich nach mehr Respekt, Menschlichkeit und einem Sinn in ihrem Leben sehnt, war Monroe von Arthur Miller auf den Leib geschrieben worden. Monroe selbst empfand die Rolle allerdings als zu nah an ihre Person angelehnt.

### Letzte Filmrolle und Fotositzung 1962
Anfang 1962 kaufte Marilyn Monroe ihr erstes eigenes Haus am 12305 Fifth Helena Drive in Brentwood. Im März ehrte man sie bei der Golden-Globe-Preisverleihung mit dem Henrietta Award 1962 als weltweit beliebteste Darstellerin.
Ab April 1962 wurde mit Monroe der Film Something’s Got to Give produziert. Dabei entstanden für die damalige Zeit gewagte Filmaufnahmen von ihr, die sie fast unbekleidet zeigten. Das bedeutete für den Film vorab weltweite, erfolgreiche Werbung. Aber nachdem sie eine Einladung aus dem Weißen Haus zu der Geburtstagsfeier für US-Präsident John F. Kennedy im Madison Square Garden in New York wahrgenommen hatte, um dort Happy Birthday, Mr. President zu singen, gab es Schwierigkeiten mit der Filmproduktion. Sie war zeitgleich krankgeschrieben und ihre Reise nach New York hatte eine vorhandene Erkältung verschlimmert. So kündigte ihr die 20th Century Fox noch während der Dreharbeiten an ihrem 36. Geburtstag, dem 1. Juni, fristlos. Nach vertraglichen Neuverhandlungen zu Monroes Gunsten sollten die Dreharbeiten dann fortgesetzt werden. Der Film konnte jedoch nicht beendet werden, da Monroe zuvor starb.
Marilyn Monroe war ein weltweit gefragtes Fotomodell. Sie liebte besonders die Fotokamera. Sie arbeitete mit den berühmtesten Fotografen ihrer Zeit wie Philippe Halsman, Alfred Eisenstaedt, Sam Shaw, Richard Avedon, Cecil Beaton, Eve Arnold, Elliott Erwitt und Douglas Kirkland. Einige Fotografien mit ihr erscheinen bis heute modern und zeitlos.
Einen ihrer großen Auftritte, der in die Geschichte der Fotografie eingehen sollte, hatte Monroe im Juni 1962 in Bert Sterns The Last Sitting (Die letzte Sitzung), einer Fotoserie mit Modeaufnahmen, die er im Auftrag der Zeitschrift Vogue machte. Dabei entstanden auch Aktfotos. Ihre tatsächlich letzte Fotositzung hatte Monroe am 6. Juli 1962. Der Titel The Last Sitting ist daher lediglich eine Fiktion von Bert Stern.
Marilyn Monroes Ruhm war bis zum Ende ihres Lebens ungebrochen. Gegenüber der Zeitschrift Life äußerte sie sich am 3. August 1962 dezidiert zu dem Thema:

“If fame goes by, so long, I’ve had you, fame. If it goes by, I’ve always known it was fickle. So at least it’s something I experience, but that’s not where I live.”

„Wenn der Ruhm vergeht – Tschau, ich hatte dich, Ruhm. Wenn er vorbeigeht, habe ich immer gewusst, dass er unbeständig ist. So ist zumindest meine Erfahrung. Aber das ist nicht meine Welt.“

## Privatleben
Marilyn Monroe litt ihr Leben lang unter ihrer Herkunft, Kindheit und Jugend. Sie fürchtete sich vor den chronischen, in ihrer Familie auftretenden psychischen und neurologischen Erkrankungen. Ab 1955 ging sie regelmäßig zum Psychiater. Dabei entdeckte sie die zu ihrer Zeit in den USA populäre Psychoanalyse. Die Psychoanalyse erlaubte ihr, das Method Acting, das sie seit Anfang 1955 erlernt hatte, besser zu verstehen. Im Laufe der Jahre wurde sie Freudianerin.
Monroe war eine leidenschaftliche Leserin. Zu ihrer Lektüre zählten Freud, Beckett und Flaubert.
Am 12. März 1956 ließ sie ihren Namen gesetzlich von Norma Jeane Mortenson zu Marilyn Monroe ändern.
Monroes erster Ehemann James Dougherty schloss sich kurz nach der Hochzeit der Handelsmarine an und wurde alsbald nach Übersee versetzt, sodass sich das Ehepaar kaum kennenlernen konnte. Noch während des Zweiten Weltkrieges begann sie 1945 als Fotomodell zu arbeiten und schloss diesbezüglich Verträge ab, die eigentlich auch die Unterschrift des Ehemanns erfordert hätten. Am 13. September 1946 ließ sie sich von Dougherty scheiden, zumal dieser ihre Schauspielambitionen missbilligte. In einem Interview mit Associated Press sagte er 1990:

“I never knew Marilyn Monroe … I knew and loved Norma Jeane. … Fame was injurious to her. She was too gentle to be an actress. She wasn’t tough enough for Hollywood. And once someone starts getting into pills – uppers and downers, the way she was – people can go downhill. They can’t sleep, so they take more and more pills.”

„Ich habe Marilyn Monroe nie gekannt … Ich kannte und liebte Norma Jeane. … Der Ruhm war für sie schädlich. Sie war zu sanft, um eine Schauspielerin zu sein. Sie war für Hollywood nicht hart genug. Und sobald jemand anfängt, Pillen zu schlucken – zum Aufwachen und Einschlafen, so wie sie es tat – dann stürzen die Leute ab. Sie können nicht schlafen und nehmen immer mehr Pillen.“

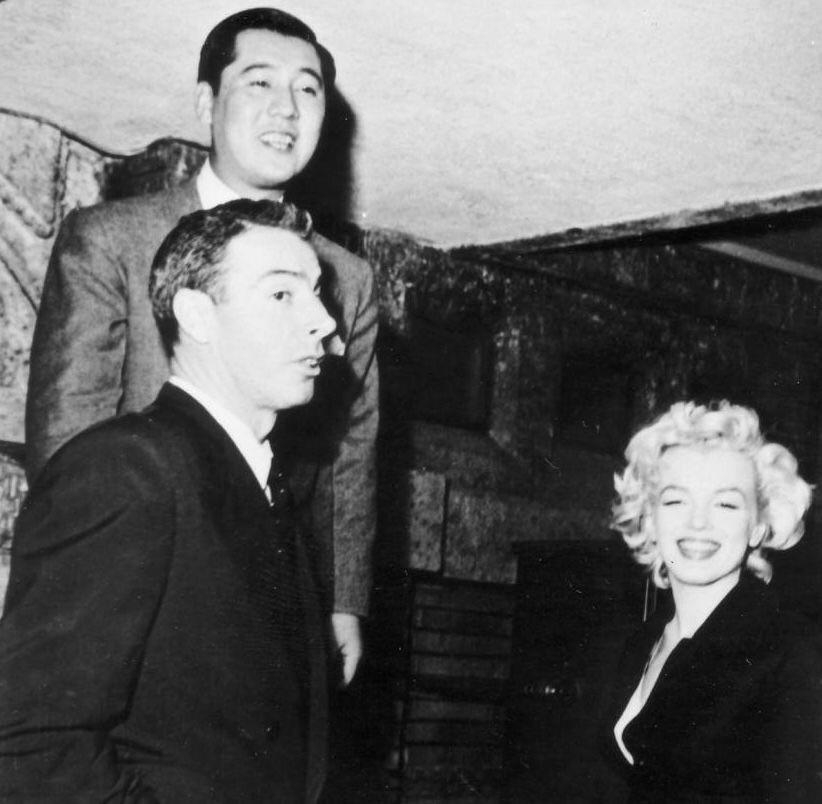
Im Uhrzeigersinn: Der japanische Kriegsheld und Marineflieger Tetsuzō Iwamoto, Marilyn Monroe und Joe DiMaggio in Tokio, Japan (1954)

Monroes zweite Ehe mit dem Baseballstar Joe DiMaggio wurde am 14. Januar 1954 geschlossen und dauerte neun Monate. Monroe hatte DiMaggio 1952 bei einem arrangierten Blind Date während der Dreharbeiten zu dem Film Liebling, ich werde jünger getroffen. Sie sagte später, sie habe ihn gar nicht treffen wollen; sie habe sich vorgestellt, er trüge grellbunte Krawatten und hätte Muskeln wie ein Bodybuilder. Die Ehe wurde von der Öffentlichkeit und der Klatschpresse intensiv verfolgt. DiMaggio, der sich aus dem aktiven Baseball-Sport zurückgezogen hatte, wünschte sich eine häusliche Ehefrau, während Monroe auf dem Höhepunkt ihrer Karriere war. Wenn seine Frau ihm schilderte, wie sie wieder bewundert worden war, pflegte DiMaggio bitter zu antworten, dass er sich gut an dieses Gefühl erinnere. DiMaggio verbrachte viel Zeit vor dem Fernseher, was Monroe wiederum langweilte.
Als sie während der Dreharbeiten für den Film Das verflixte 7. Jahr für eine kurze Szene über einem U-Bahn-Schacht stand, während von unten ihr Kleid immer wieder hochgeweht wurde, bekam DiMaggio vor Hunderten von Zuschauern einen Eifersuchtsanfall. Die Ehe litt an beider Gegensätzlichkeit und wurde am 31. Oktober 1954 wegen gegenseitiger seelischer Grausamkeit geschieden. Ab Frühjahr 1961 pflegten Monroe und DiMaggio jedoch wieder herzlichen Kontakt. Nach Monroes Tod ließ DiMaggio 20 Jahre lang dreimal wöchentlich rote Rosen an ihre Sargwandnische bringen. Seine letzten Worte waren:

“I’ll finally get to see Marilyn.”

„Ich werde endlich Marilyn sehen.“

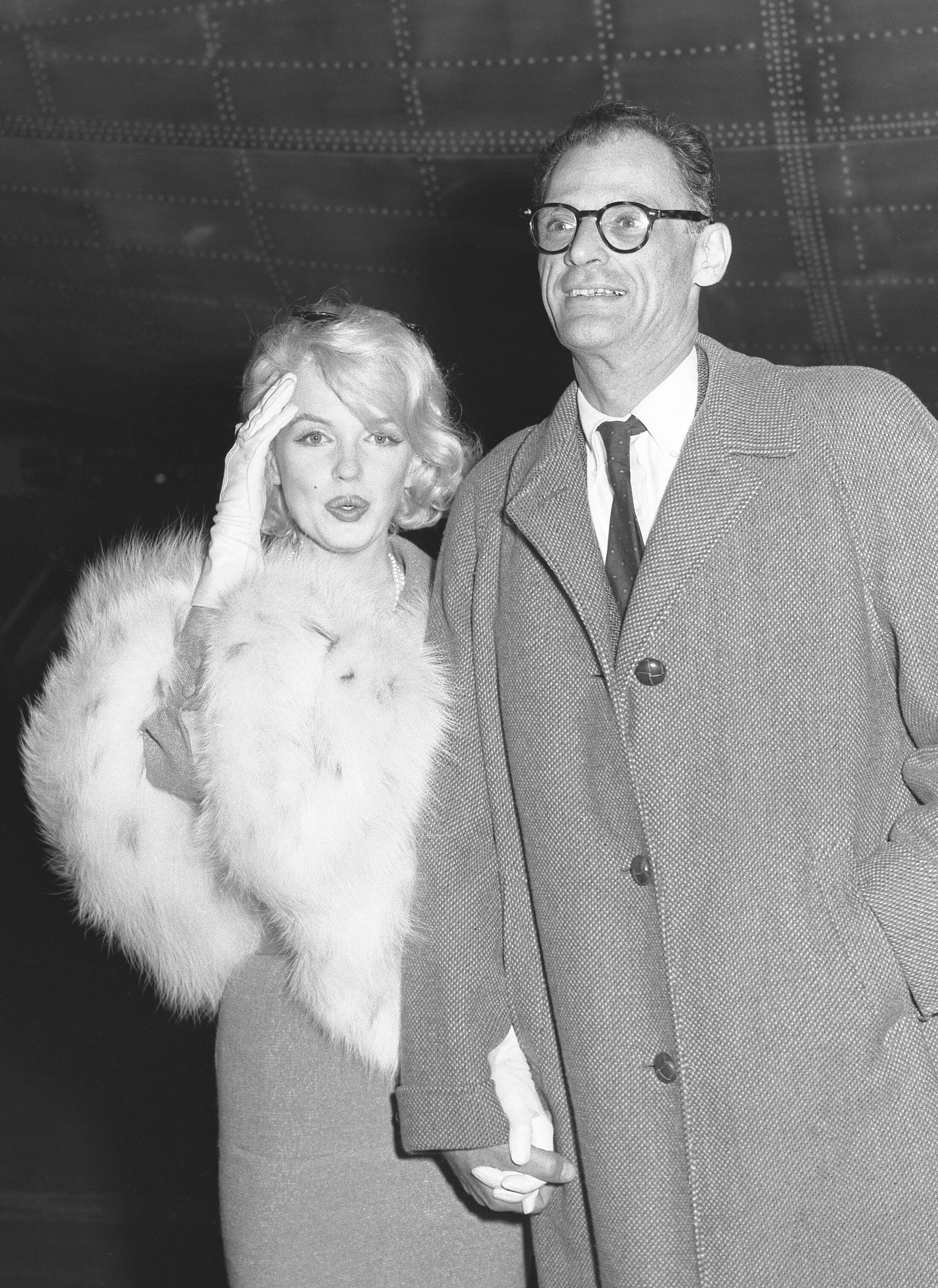
Marilyn Monroe und Arthur Miller (1959)

Am 29. Juni 1956 heirateten Monroe und der bekannte Dramatiker Arthur Miller. Für ihn konvertierte sie zum Judentum. Die beiden hatten sich 1951 während der Dreharbeiten zu dem Film As Young as You Feel durch Elia Kazan kennengelernt. Monroe sah in Arthur Miller einen Beschützer und Vaterersatz. Endlich hatte sie eine Familie, in der sie sich um Arthur Millers Kinder aus erster Ehe kümmern konnte. Beide waren glücklich, Arthur Millers Liebe vermittelte ihr Geborgenheit und Anerkennung. Auch wünschten sie sich gemeinsame Kinder. Monroe konnte sich vorstellen, für ihn nur noch Hausfrau zu sein.
Als Arthur Miller im Jahr 1957 als Sympathisant der Kommunisten diffamiert wurde, stand Monroe zu ihrem Ehemann. Die Ehe wurde jedoch von drei Fehlgeburten überschattet, hervorgerufen durch Monroes Endometriose. Arthur Miller schrieb eigens für sie das Drehbuch zu dem Film Misfits – Nicht gesellschaftsfähig. Die problematischen Dreharbeiten markierten jedoch das Ende der Ehe. Arthur Miller verzweifelte an ihrem erheblichen Tablettenkonsum. Monroe wiederum hatte sein Tagebuch gelesen, worin er sie unter anderem als unberechenbare und hilflose Kindfrau beschrieb, für die er nur Mitleid empfinde. Das Ehepaar ließ sich am 20. Januar 1961 ohne gegenseitige Ansprüche scheiden. Über seine Ehefrau Marilyn Monroe sagte er:

“In her presence, most men’s character traits that they already have become even more pronounced: a hypocrite becomes even more hypocritical, a confused head even more confused, a reticent retains even more. She is like a magnet that pulls the essential properties out of the male beast.”

„In ihrer Nähe treten bei den meisten Männern die Charakterzüge noch stärker hervor, die sie sowieso schon haben: Ein Heuchler wird noch heuchlerischer, ein Wirrkopf noch verwirrter, ein Zurückhaltender hält sich noch mehr zurück. Sie ist wie ein Magnet, der die wesentlichen Eigenschaften aus der männlichen Bestie herauszieht.“

“The best way to understand Marilyn is to see her with children. Children love her; her approach to life has the same simplicity and directness.”

„Man versteht Marilyn am besten, wenn man sie mit Kindern sieht. Kinder lieben sie; ihre Herangehensweise ans Leben hat die gleiche Einfachheit und Direktheit.“

## Tod

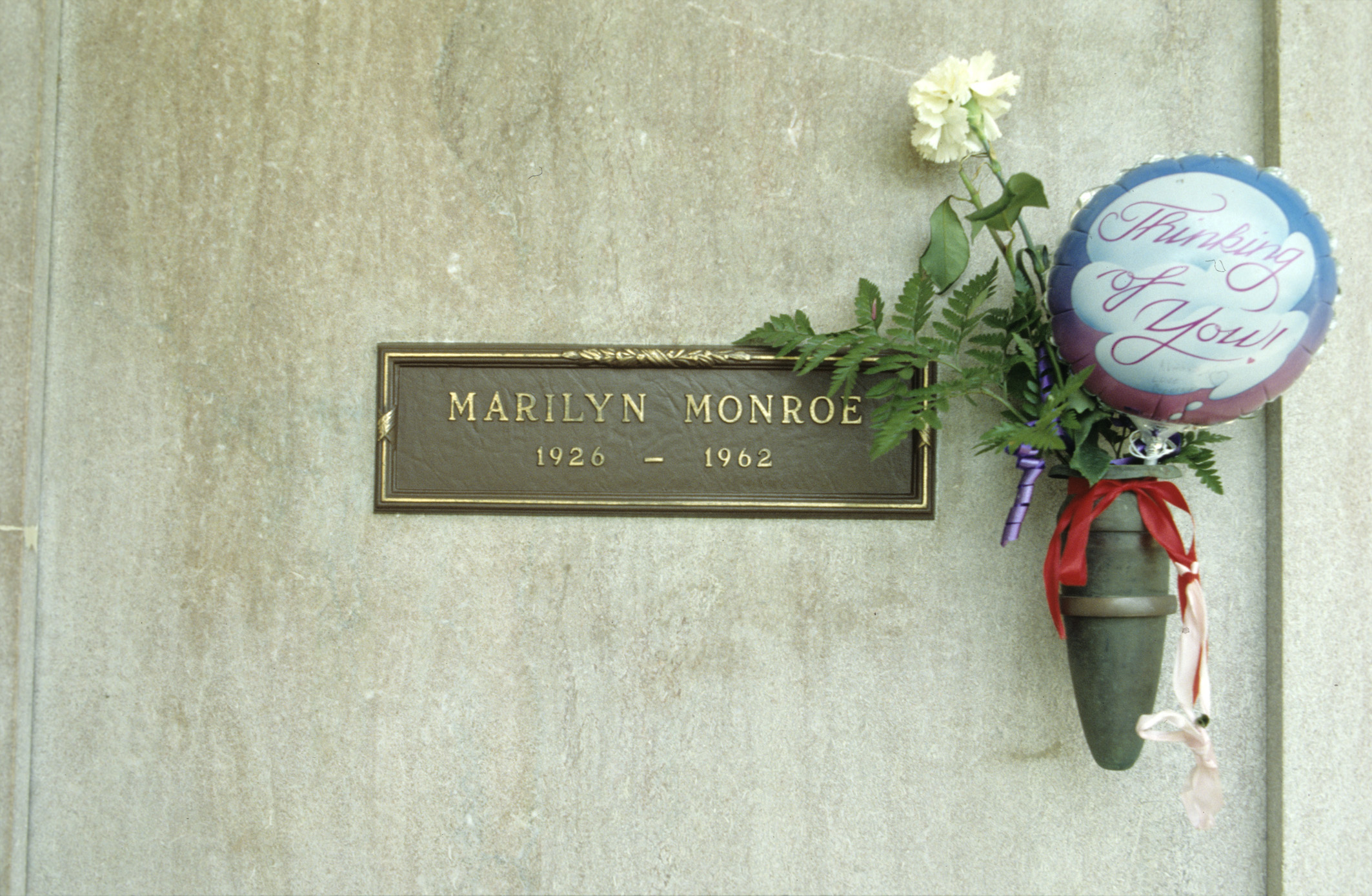
Marilyn Monroes Grab auf dem Westwood Village Memorial Park Cemetery in Los Angeles

Marilyn Monroe starb am Samstag, dem 4. August 1962, im Alter von 36 Jahren. Als Todestag wird oft der 5. August genannt, der Tag, an dem sie tot aufgefunden wurde.
Noch am Nachmittag des 4. August hatte Monroe ihren Psychiater Ralph R. Greenson empfangen. Greenson wurde in den frühen Morgenstunden des 5. August wieder zu Monroes Haus am 12305 Fifth Helena Drive in Brentwood gerufen, nachdem Monroes Haushälterin Eunice Murray Licht unter der Tür ihres Schlafzimmers brennen gesehen und Monroe nicht auf ihr Türklopfen reagiert hatte. Nachdem Greenson gegen 3:30 Uhr das Fenster zum Schlafzimmer eingeschlagen hatte, fand er Monroe tot in ihrem Bett. Ihr Hausarzt Hyman Engelberg erklärte sie um 3:50 Uhr offiziell für tot. Um 4:15 Uhr alarmierte Greenson das Los Angeles Police Department.
Laut dem Obduktionsbericht des Pathologen Thomas Noguchi war die Todesursache eine Überdosis von Barbituraten. Auf der Grundlage der polizeilichen Ermittlungen stellte Noguchi fest, dass Monroe wegen der beginnenden Totenstarre bereits am Abend des 4. August zwischen 20:30 Uhr und 22:30 Uhr gestorben war. Wegen der ungewöhnlich hohen Konzentration von Barbituraten im Blut vermerkte er in Monroes Sterbeurkunde „wahrscheinlich Suizid“ als Todesursache. Aufgrund der psychiatrischen Vorgeschichte Monroes ging der für die Staatsanwaltschaft in Los Angeles zuständige Gerichtsmediziner Theodore Curphey am 17. August davon aus, dass sie Suizid verübt habe. Seitdem kursieren vielfache Mord- und Verschwörungstheorien. Darin werden meistens Monroes Ärzte, die Brüder John und Robert Kennedy oder die Mafia mit ihrem Tod in Verbindung gebracht.
Monroes Bestattung fand am 8. August statt. Anwesend war nur ihr engster Familien- und Freundeskreis. In einem Bronzesarg wurde Monroe im Corridor of Memories auf dem Westwood Village Memorial Park Cemetery in Los Angeles beigesetzt.

## Filmografie
Von 1947 bis 1962 spielte Marilyn Monroe in 30 Filmen mit. Dazu kommen drei Einsätze als Komparsin und ihr Auftritt in einem Kompilationsfilm ein Jahr nach ihrem Tod, der eine finanziell erfolgreiche Würdigung der 20th Century Fox war.
Marilyn Monroes reguläre deutsche Synchronstimme war Margot Leonard.
- 1947: The Shocking Miss Pilgrim
- 1947: Dangerous Years
- 1948: You Were Meant for Me
- 1948: Scudda Hoo! Scudda Hay!
- 1948: Green Grass of Wyoming
- 1948: Ich tanze in dein Herz (Ladies of the Chorus)
- 1949: Love Happy
- 1950: A Ticket to Tomahawk
- 1950: Asphalt-Dschungel (The Asphalt Jungle)
- 1950: Der einsame Champion (Right Cross)
- 1950: Rollschuh-Fieber (The Fireball)
- 1950: Alles über Eva (All About Eve)
- 1951: Hometown Story
- 1951: As Young As You Feel
- 1951: Love Nest
- 1951: Let’s Make It Legal
- 1952: Vor dem neuen Tag (Clash by Night)
- 1952: Wir sind gar nicht verheiratet (We’re Not Married!)
- 1952: Versuchung auf 809 (Don’t Bother to Knock)
- 1952: Fünf Perlen (O. Henry’s Full House)
- 1952: Liebling, ich werde jünger (Monkey Business)
- 1953: Niagara
- 1953: Blondinen bevorzugt (Gentlemen Prefer Blondes)
- 1953: Wie angelt man sich einen Millionär? (How to Marry a Millionaire)
- 1954: Fluß ohne Wiederkehr (River of No Return)
- 1954: Rhythmus im Blut (There’s No Business Like Show Business)
- 1955: Das verflixte 7. Jahr (The Seven Year Itch)
- 1956: Bus Stop
- 1957: Der Prinz und die Tänzerin (The Prince and the Showgirl)
- 1959: Manche mögen’s heiß (Some Like it Hot)
- 1960: Machen wir’s in Liebe (Let’s Make Love)
- 1961: Misfits – Nicht gesellschaftsfähig (The Misfits)
- 1962: Something’s Got to Give (unvollendet)
- 1963: Marilyn (Kompilationsfilm mit Rock Hudson und Outtakes von Something’s Got to Give)

## Fernsehauftritte
In einem Sketch trat Monroe 1953 in der Fernsehshow von Jack Benny auf. Zusammen mit Milton Greene und dessen Frau Amy war sie 1955 in der Talkshow Person to Person des Journalisten Edward R. Murrow in einem Live-Interview zu sehen. In der Fernsehsendung USO – Wherever They Go! wurde 1960 ein knapp halbminütiger Mitschnitt ihres Auftritts in Südkorea von 1954 eingespielt und von ihr kurz kommentiert. Der Mitschnitt ihres Auftritts bei der Geburtstagsfeier für John F. Kennedy von 1962 wurde erst 1966 im Fernsehen gezeigt.
- 1953: The Jack Benny Show, The Honolulu Trip, Episode No. 4.1
- 1955: Person to Person, Episode No. 2.32
- 1961: The DuPont Show of the Week, USO – Wherever They Go!, Episode 1.44
- 1962: President Kennedy’s Birthday Salute, Madison Square Garden, New York, 19. Mai 1962, Fernsehmitschnitt

## Gesangsauftritte
Marilyn Monroe sang in vielen ihrer Filme. Ihre bekanntesten Lieder sind Diamonds Are a Girl’s Best Friend und I Wanna Be Loved by You. Ihre Konzerttournee für die Soldaten durch Südkorea fand überwältigende Resonanz. Ihr Auftritt bei der Geburtstagsfeier für John F. Kennedy ist berühmt. Einige ihrer Lieder nahm sie für die Schallplatte auf. Sie agierte jedoch nie als professionelle Sängerin.
| Jahr | Film / Auftritt                                         | Lieder und Anmerkungen |
| ---- | ------------------------------------------------------- | --- |
| 1947 | Ich tanze in dein Herz                                  | The Ladies of the Chorus (Lippensynchronisation, Chor der Columbia Pictures) • Anyone Can See I Love You • Every Baby Needs a Da-Da-Daddy |
| 1950 | A Ticket to Tomahawk                                    | Oh! What a Forward Young Man You Are (im Chor) |
| 1953 | Niagara                                                 | Kiss |
| 1953 | Blondinen bevorzugt                                     | Two Little Girls from Little Rock (im Duett mit Jane Russell) • Bye Bye Baby • Diamonds Are a Girl’s Best Friend • When Love Goes Wrong (im Duett mit Jane Russell) |
| 1953 | The Jack Benny Show, The Honolulu Trip, Episode No. 4.1 | Bye Bye Baby |
| 1954 | Konzerttournee durch Südkorea                           | Kiss • Do It Again • Diamonds Are a Girl’s Best Friend • Bye Bye Baby |
| 1954 | Fluß ohne Wiederkehr                                    | One Silver Dollar • I’m Gonna File My Claim • Down in the Meadow • River of No Return |
| 1954 | Rhythmus im Blut                                        | After You Get What You Want (You Don’t Want It) und Aufnahme für RCA Records • Heat Wave und Aufnahme für RCA Records • A Man Chases a Girl (Until She Catches Him) (im Duett mit Donald O’Connor) • Lazy (mit Donald O’Connor und Mitzi Gaynor) und Aufnahme für RCA Records ohne Donald O’Connor und Mitzi Gaynor • Finale There’s No Business Like Show Business (Lippensynchronisation, Ethel Merman und Chor der 20th Century Fox) |
| 1954 | Schallplattenaufnahmen für RCA Records                  | A Fine Romance • She Acts Like a Woman Should • You’d Be Surprised |
| 1955 | Das verflixte 7. Jahr                                   | Chopsticks |
| 1956 | Bus Stop                                                | That Old Black Magic |
| 1957 | Der Prinz und die Tänzerin                              | I Found a Dream |
| 1959 | Manche mögen’s heiß                                     | Runnin’ Wild • I Wanna Be Loved by You (davon zweite kürzere Aufnahme für die EP) • I’m Through with Love • Some Like It Hot (Aufnahme für die EP) |
| 1960 | Machen wir’s in Liebe                                   | Let’s Make Love (mit dem Chor der 20th Century Fox) • My Heart Belongs to Daddy • Specialization (im Duett mit Frankie Vaughan) • Incurably Romantic (im Duett mit Frankie Vaughan) • Incurably Romantic (im Duett mit Yves Montand) • Let’s Make Love (im Duett mit Frankie Vaughan) |
| 1962 | Geburtstagsfeier für John F. Kennedy                    | Happy Birthday, Mr. President • Thanks for the Memory |

## Auszeichnungen
Bereits zu Beginn ihrer Karriere wurde Marilyn Monroe mit dem Photoplay Award für ihre Beliebtheit und Publikumswirksamkeit ausgezeichnet. Für ihre schauspielerische Leistung im Film erhielt sie ab 1956 bedeutende internationale Filmpreise oder wurde dafür nominiert. Für Manche mögen’s heiß gewann sie 1960 den Golden Globe als beste Hauptdarstellerin in einer Komödie. Im Rahmen der Golden-Globe-Preisverleihung von 1954 und 1962 wurde ihr jeweils der Henrietta Award als weltweit beliebteste Darstellerin verliehen.
Zusammen mit Jane Russell, ihrer Filmpartnerin in Blondinen bevorzugt, hinterließ sie 1953 ihre Hand- und Schuhabdrücke vor Grauman’s Chinese Theatre. 1960 wurde sie mit einem Stern auf dem Hollywood Walk of Fame geehrt.
| Jahr | Auszeichnung                     | Kategorie                                       | Film                       | Resultat  |
| ---- | -------------------------------- | ----------------------------------------------- | -------------------------- | --------- |
| 1952 | Photoplay Award                  | Spezialpreis                                    |                            | Gewonnen  |
| 1953 | Photoplay Award                  | Populärster weiblicher Star                     |                            | Gewonnen  |
| 1954 | Golden Globe                     | Henrietta Award                                 |                            | Gewonnen  |
| 1956 | British Film Academy Award       | Beste ausländische Darstellerin                 | Das verflixte 7. Jahr      | Nominiert |
| 1957 | Golden Globe                     | Beste Hauptdarstellerin in Komödie oder Musical | Bus Stop                   | Nominiert |
| 1958 | British Film Academy Award       | Beste ausländische Darstellerin                 | Der Prinz und die Tänzerin | Nominiert |
| 1958 | David di Donatello – Targa d’Oro |                                                 | Der Prinz und die Tänzerin | Gewonnen  |
| 1958 | Étoile de Cristal                | Beste ausländische Darstellerin                 | Der Prinz und die Tänzerin | Gewonnen  |
| 1958 | Laurel Award                     | Beste Hauptdarstellerin in einer Komödie        | Der Prinz und die Tänzerin | Nominiert |
| 1958 | Laurel Award                     | Größter weiblicher Star                         |                            | Nominiert |
| 1959 | Laurel Award                     | Größter weiblicher Star                         |                            | Nominiert |
| 1960 | Golden Globe                     | Beste Hauptdarstellerin in Komödie oder Musical | Manche mögen’s heiß        | Gewonnen  |
| 1960 | Laurel Award                     | Beste Hauptdarstellerin in einer Komödie        | Manche mögen’s heiß        | Nominiert |
| 1960 | Laurel Award                     | Größter weiblicher Star                         |                            | Nominiert |
| 1961 | Laurel Award                     | Größter weiblicher Star                         |                            | Nominiert |
| 1962 | Golden Globe                     | Henrietta Award                                 |                            | Gewonnen  |
| 1962 | Laurel Award                     | Größter weiblicher Star                         |                            | Nominiert |

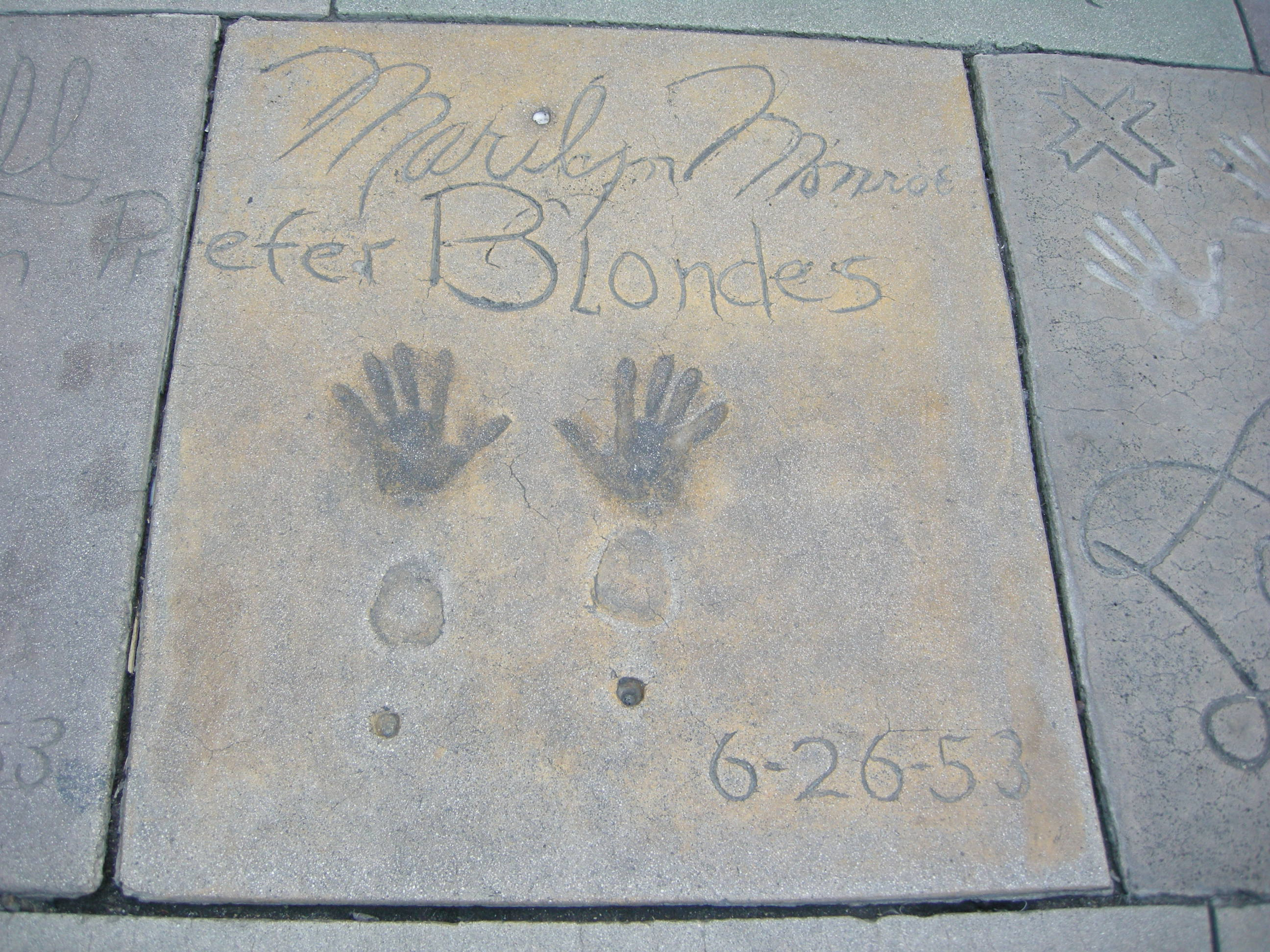
Monroes Hand- und Schuhabdrücke vor Grauman’s Chinese Theatre
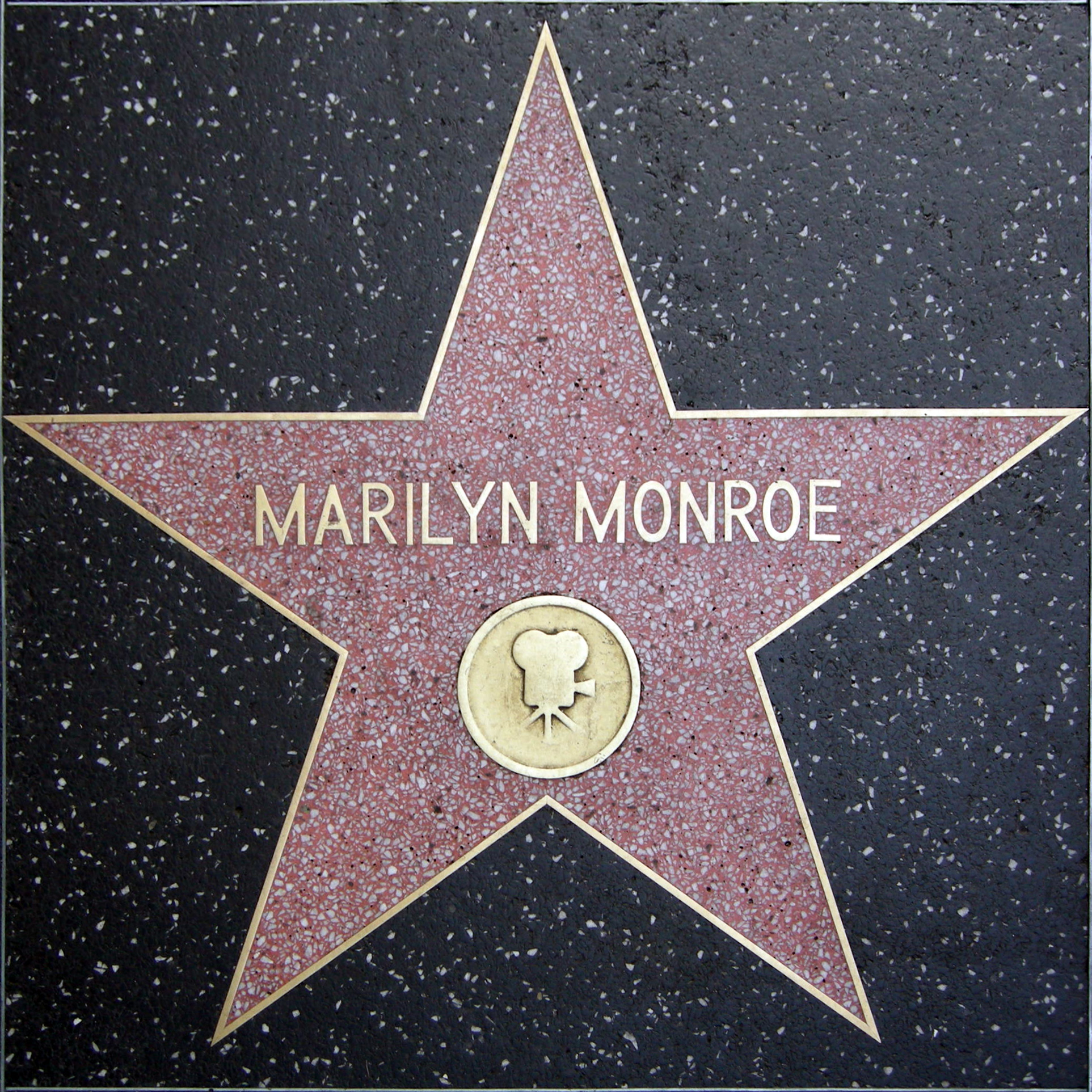
Monroes Stern auf dem Hollywood Walk of Fame

## Rezeption in Kunst und Kultur

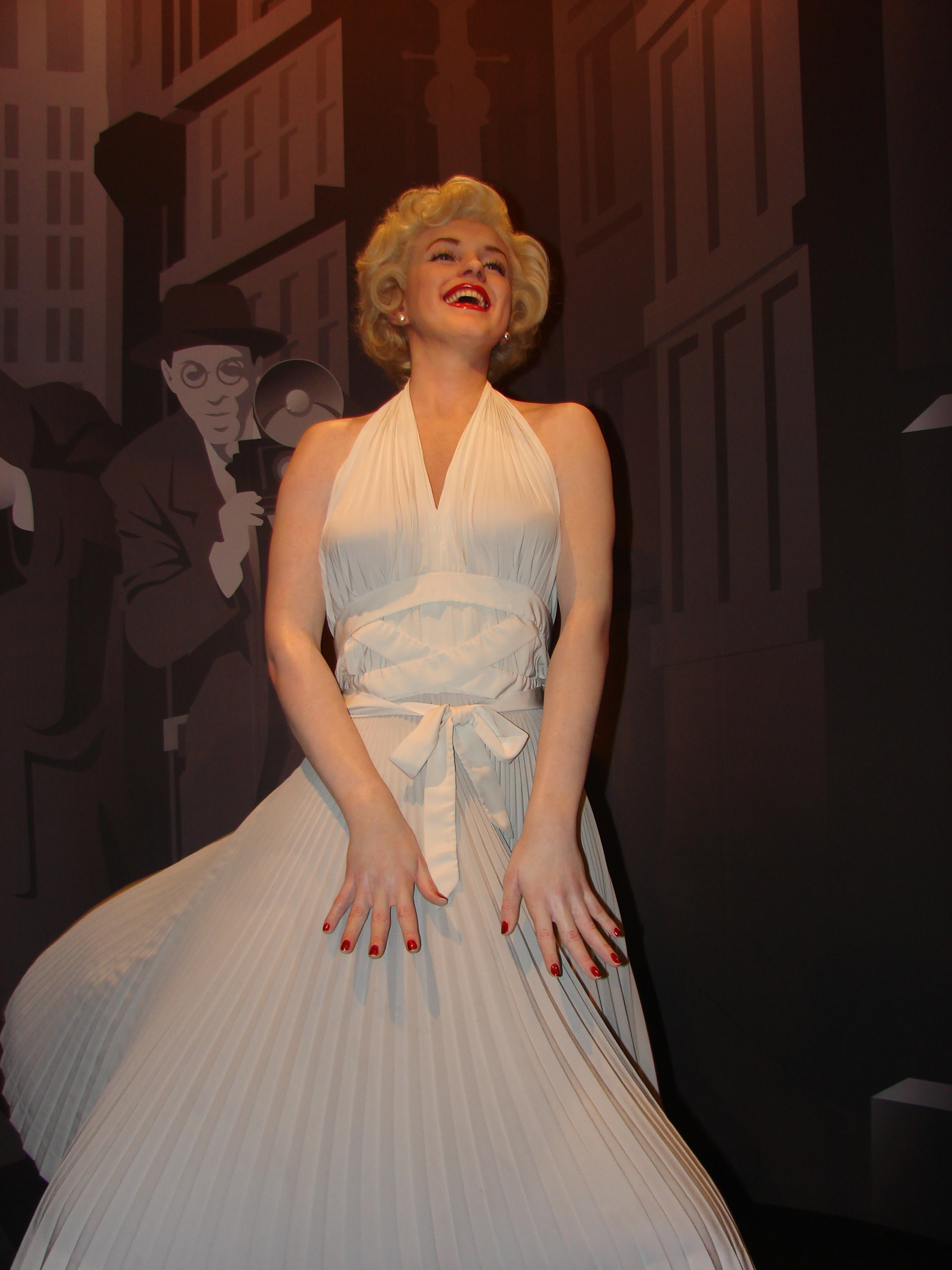
Wachsfigur von Monroe im Londoner Madame Tussauds

Marilyn Monroe war schon zu ihren Lebzeiten eine Legende: Ein Mädchen aus ärmlichen Verhältnissen wird zum Sexsymbol und Hollywoodstar. Monroe änderte die Aura der Blondine. Waren vorher Hollywood-Blondinen eher männermordende oder hysterische Vamps, wurden durch sie Blondinen nahbar. Filmstudios versuchten mit den Schauspielerinnen Sheree North, Jayne Mansfield oder Mamie Van Doren, die vordergründig einen ähnlichen Typ verkörperten, Konkurrenz auf die Leinwand zu bringen.
Der Rolling Stone schrieb 2020: „Mit Marilyn Monroe starb eine der größten Schauspielerinnen, die Hollywood je gesehen hat.“
Das berühmte Foto, das Monroe in einem weißen Kleid über dem U-Bahn-Schacht zeigt, begründete ihren Status als Sexsymbol und wurde u. a. von Anna Nicole Smith kopiert. Die von dem amerikanischen Bildhauer John Seward Johnson II geschaffene Statue Forever Marilyn stellt diese Pose dar.

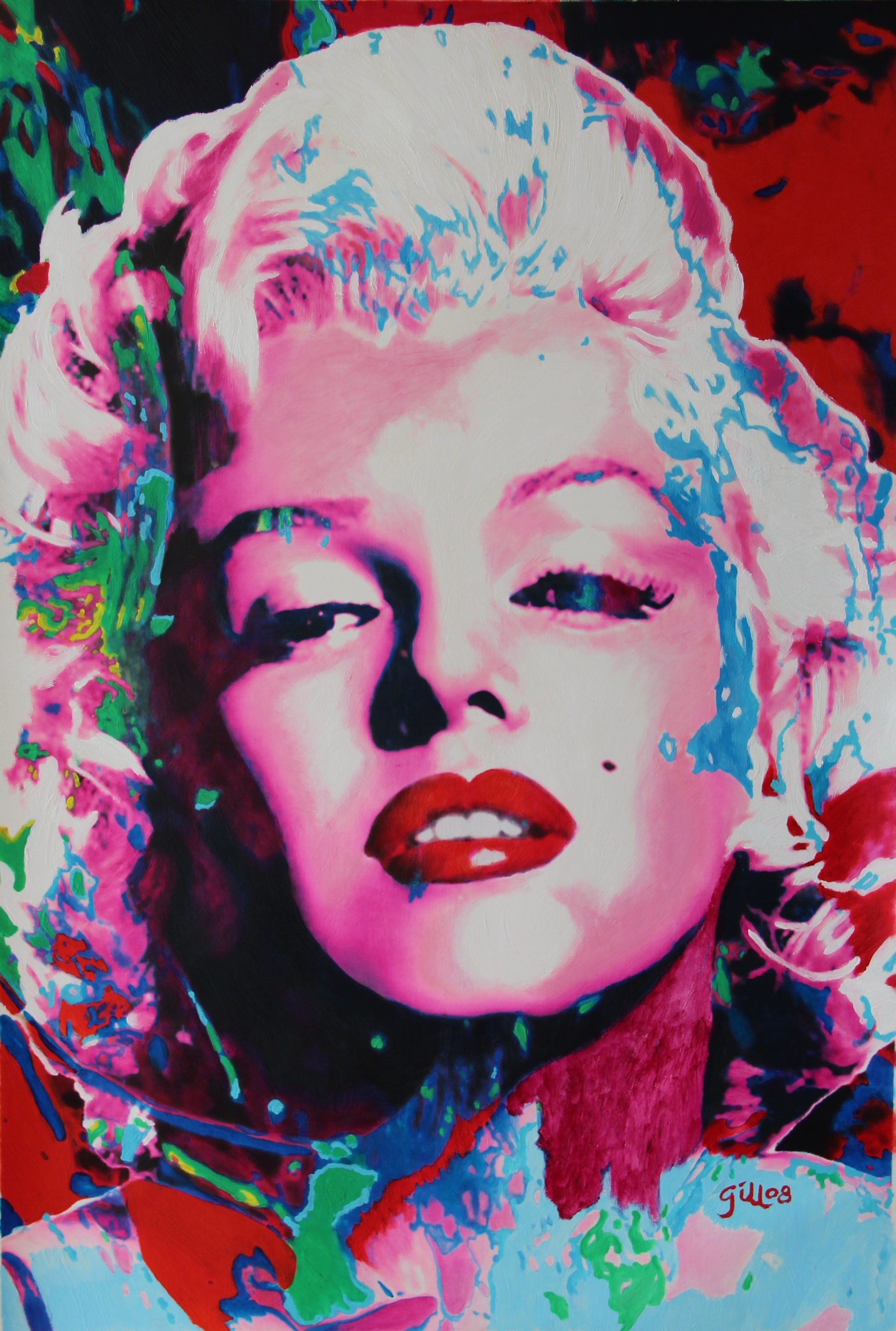
James Gill: Pink Marilyn

Marilyn Monroe gilt als Popikone, Kultfigur und Legende. Neben Salvador Dalí und Willem de Kooning, die Monroes Image in ihren Gemälden verwendeten, inspirierte die Monroe beispielsweise Andy Warhol zum Marilyn Diptych und Shot Marilyn oder James Gill zu Pink Marilyn.
Zahlreiche Musiker schrieben Songs über sie. Ein Beispiel ist Elton Johns Candle in the Wind. Marilyn Manson oder die Band Norma Jean verwenden ihren Namen. Ihr Aussehen inspirierte u. a. Madonna, Kylie Minogue, Gwen Stefani oder Christina Aguilera.

### Filme (Auswahl)
Über Monroes Leben wurden zahlreiche Spiel- und Fernsehfilme gedreht, meist frei nach ihrer Biografie.
- Sirene in Blond (1957), mit Jayne Mansfield. Jayne Mansfield parodiert in dem Film übertrieben die Monroe und deren Fortgang von Hollywood nach New York in 1955.
- Goodbye, Norma Jean (1976), mit Misty Rowe. Der Film handelt von dem Aufstieg Monroes zum Star.
- Insignificance – Die verflixte Nacht (1985), mit Theresa Russell. Marilyn Monroe trifft Albert Einstein.
- Goodnight, Sweet Marilyn (1989), mit Paula Lane und Misty Rowe. Es werden die letzten Jahre von Monroe gezeigt.
- Calendar Girl (1993), mit Stéphanie Anderson, Jason Priestley und Jerry O’Connell. Zwei Fans versuchen Marilyn Monroe zu treffen.
- Marilyn – Ihr Leben (1996), mit Ashley Judd als Norma Jean und Mira Sorvino als Marilyn. Marilyns Alter Ego Norma Jean gibt Ratschläge zum Lebenswandel.
- The Island (1998), mit Sally Kirkland. Der Film handelt von Monroes fragwürdiger Affäre mit John F. Kennedy.
- Blonde (2001), mit Poppy Montgomery. Für die gleichnamige Miniserie wurden Ausschnitte aus Joyce Carol Oates’ Roman Blond aus dem Jahr 2000 verfilmt.[83] Die Fernsehfassung wurde von der CBS ausgestrahlt.[84]
- My Week with Marilyn (2011), mit Michelle Williams als Marilyn Monroe. Im Rahmen einer fingierten Handlung berichtet der Film von den Dreharbeiten zu Der Prinz und die Tänzerin in England.
- Who Killed Marilyn? (2011), mit Sophie Quinton. Hommage an Marilyn Monroe, deren Leben in die Provinz verlegt und auf das Leben einer Dorfschönheit projiziert wird.
- Smash. (2012) Musical-TV-Serie. Die Serie handelt von der Entstehung eines Broadway-Musicals über Marilyn Monroe. Mit Songs von Marc Shaiman und Scott Wittman.[85]
- Blond (2022), mit Ana de Armas. Verfilmung des gleichnamigen Romans von Joyce Carol Oates
- The Mystery of Marilyn Monroe. The Unheard Tapes (2022), Netflix-Dokumentarfilm von Emma Cooper über Marilyn Monroe.

### Bühne (Auswahl)
Das Leben von Marilyn Monroe wurde auch für die Bühne bearbeitet, sei es als Theaterstück, Musical oder Oper.
- 1983: Marilyn! The Musical. Musik von Mort Garson. Liedtexte und Buch von Jacques Wilson.[86]
- 2006: Marilyn. Musical mit Musik von Olivier Truan und David Klein. Buch und Gesangstexte von Georg Büttel.
- 2015: Bombshell. Musical mit Musik von Marc Shaiman. Buch und Gesangstexte von Marc Shaiman and Scott Wittman.
- 2016: Die Marilyn-Tapes. Theaterstück über die letzte Nacht von Marilyn Monroe.[87]
- 2016: Marilyn! The New Musical. Musik von Gregory Nabours. Gesangstexte von Tegan Summer. Buch von Gregory Nabours und Tegan Summer.[88]
- 2023: Miss Golden Dreams. Theaterstück von Joyce Carol Oates über Marilyn Monroe.[89]
- 2023: Marilyn – Träume, Sex und Hollywood. Ein Schauspiel mit Musik von Sandra Zabeki.
- 2024: Marilyn forever. Oper von Gavin Bryars. Libretto von Marilyn Bowering.

### Kunst (Auswahl)
- Willem de Kooning: Marilyn Monroe (Öl auf Leinwand, 1954)
- James Gill: Marilyn Triptych (Öl auf Leinwand, 1962)
- James Rosenquist: Marilyn Monroe I (Öl und Lackspray auf Leinwand, 1962)
- Mimmo Rotella: Marilyn Monroe (handkolorierte Décollage, 1962)
- Wolf Vostell: Marilyn Monroe (Décollage, 1962)[90]
- Andy Warhol: Marilyn Diptych (Acrylsiebdruck auf Leinwand, 1962)
- Andy Warhol: Shot Marilyn (Acrylsiebdruck auf Leinwand, 1964)
- Niki de Saint Phalle: Marilyn (Objekte, Farbe, Wolle auf Maschendraht, 1964)
- Richard Hamilton: My Marilyn (Fotos und Öl auf Leinwand, 1966)
- Salvador Dalí: Mao Monroe (Öl auf Perspex, 1967)
- Robert Rauschenberg: Test Stone #1 (Lithografiedruck auf Papier, 1967)
- George Segal: The Film Poster (Papierdruck, 1967)
- Richard Lindner: Marilyn was here (17 Lithografien, 1970)
- Ray Johnson: Dear Marilyn Monroe (Collage, 1972–1994) und Dear Marilyn Monroe, To Chuck Close (Collage, 1980–1994)
- Audrey Flack: Marilyn: Golden Girl (Öl auf Acryl, 1978)
- Richard Serra: Marilyn Monroe–Greta Garbo (Stahl-Skulptur und Lithografie, 1981)
- Gottfried Helnwein: In Boulevard of Broken Dreams (Mischtechnik auf Karton 1984) werden die Figuren von Edward Hoppers Gemälde Nighthawks (1942) durch Humphrey Bogart, Marilyn Monroe, Elvis Presley und James Dean ersetzt
- Peter Blake: Marilyn Monroe Over a Painting No 1 (Foto auf Gemälde, 1989–1990), Marilyn Monroe Wall No 2 (Assemblage, 1990), MM Red Yellow (Collage, 1990), M for Marilyn Monroe (Screenprint-Siebdruck, 1991) und H.O.M.A.G.E. – JJ MM RR KS (Collage, 1991)
- Douglas Gordon: As Kurt Cobain, as Andy Warhol, as Myra Hindley, as Marilyn Monroe (Selbstporträt als Farbfotografie, 1996)
- Barbara Kruger: Not Stupid Enough (beschriftete Schwarzweißfotografie, 1997)
- Mel Ramos: Peek-a-boo Marilyn (Farblithografie, 2002)
- Gina Lollobrigida: My Friend Marilyn Monroe (Bronze-Skulptur, 2003)
- Die in Mississauga, Provinz Ontario 2012 fertig gestellten Absolute World Tower werden auch Marilyn Monroe Tower genannt.

### Musik (Auswahl)
- 1952 erschien der Song My Marilyn als Notenblatt. Er wurde von Ray Anthony komponiert und später mit seiner Band aufgenommen.
- 1972 erschien der Song Marilyn Monroe auf André Hellers Album Das war André Heller.
- 1973 erschien der Song Candle in the Wind auf Elton Johns Album Goodbye Yellow Brick Road als eine Huldigung an Marilyn Monroe. Das Lied wurde 1997 zur Beerdigung von Prinzessin Diana mit verändertem Text neu aufgelegt.
- 1974 veröffentlichte Hildegard Knef auf der B-Seite ihrer Single Der alte Wolf ein Lied unter dem Titel Und sie hieß Marilyn.
- 1975 schrieb Cliff Jones das Musical Hey Marilyn über das Leben von Marilyn Monroe, die Hauptrolle spielte Beverly D’Angelo.
- Eine deutsche Version von Candle in the Wind sang Udo Lindenberg 1979 auf seinem Album Der Detektiv – Rock Revue II. Titel des Liedes: Goodbye, Norma Jean.
- 1981 schrieb die Horrorpunk-Band Misfits das Lied Who Killed Marilyn? über Marilyn Monroes Tod. Der Name der Band entstand als Anlehnung an Monroes Film Misfits – Nicht gesellschaftsfähig.
- 1994 schrieb die Band Suede mit dem Lied Heroine auf ihrem Album Dog Man Star album eine Hommage an Marilyn Monroe.
- 1997 veröffentlichte die albanische Pop-Rock-Band Elita 5 ein Album namens Si Merlin Monro. Das erste Stück im Album trägt den gleichen Titel.
- 2014 sang Pharrell Williams auf seinem Album GIRL das Lied Marilyn Monroe.
- Marilyn Monroe wird in vielen Songs erwähnt, unter anderem in Madonnas Vogue, Billy Joels We Didn’t Start the Fire, in The Actor von Robbie Williams, in Dance in the Dark von Lady Gaga, in Z twarzą Marilyn Monroe von der polnischen Band Myslovitz, in Gift von Madeline Juno oder in Celluloid Heroes von The Kinks.

## Dokumentationen (Auswahl)
- The Story of Marilyn Monroe, USA 1962. Die Schwarz-Weiß-Dokumentation wurde kurz nach dem Tod von Marilyn Monroe in den USA im Fernsehen gezeigt. In Deutschland wurde sie mit Ergänzungen des USA-Korrespondenten Peter von Zahn am 2. Dezember 1962 in der ARD gezeigt.
- The Legend of Marilyn Monroe, von David L. Wolper und Terry Sanders, USA 1966. Die Schwarz-Weiß-Dokumentation wird von John Huston kommentiert. Darin wurde zum ersten Mal ihr Auftritt bei der Geburtstagsfeier für John F. Kennedy von 1962 gezeigt.
- Tatsachen über Legenden – Wer hat Marilyn Monroe umgebracht? SDR, D 1972. In der Dokumentation berichtet der Psychiater Dr. Ralph Greenson über seine Patientin Marilyn Monroe.
- Marilyn Monroe – Eine wahre Geschichte, orig. Marilyn: The Untold Story, USA 1986. Die Zeitzeugen Celeste Holm, Joshua Logan, Robert Mitchum, Don Murray, Sheree North, Susan Strasberg und Shelley Winters berichten in der Dokumentation.
- Marilyn Monroes letzte Tage, orig. Marilyn Monroe: The Final Days, USA 2001. Es wird über ihre letzten Monate berichtet inkl. einer rekonstruierten 30-Min.-Version von Something’s Got to Give.
- Legenden: Marilyn Monroe von Ulrike Brincker, ARD, D 5. September 2001. Zeitzeugen wie James Dougherty, Evelyn Moriarty und Jane Russel berichten in dieser Dokumentation.
- Marilyn Monroe – Ich möchte geliebt werden. von Eckhart Schmidt, D 2010. Die Zeitzeugen John Gilmore, Diana Herber, Mickey Rooney, Stanley Rubin und Jane Russell berichten in dieser Dokumentation.
- Love, Marilyn. USA 2012. In der Dokumentation werfen zahlreiche Hollywoodstars einen persönlichen Blick auf die private Seite der Ikone Marilyn Monroe.
- Marilyn Monroe. Deutschland 2021, Dokumentation von Ira Beetz und Albert Knechtel. (veröffentlicht von ARTE: Marilyn Monroe auf YouTube (Laufzeit: 51:57).)
- Marilyn – Made in Hollywood. (Originaltitel Devenir Marilyn Monroe.) Frankreich 2021. Dokumentation von Michèle Dominici. Marilyn Monroe in eigenen Worten über ihr Leben und ihre Entwicklung vom Sexsymbol zur Kunstfigur.[91]
- Mysterium Marilyn Monroe: Die ungehörten Bänder. USA 2022. Die Netflix-Dokumentation untersucht den Tod von Marilyn Monroe anhand von Tonbandinterviews des Biografen Anthony Summers aus den 1980er Jahren mit Personen aus ihrem weitläufigen Umfeld. Keine der hier interviewten Personen kannte Marilyn Monroe persönlich. Dazu gehören z. B. die Ehefrauen von Marilyn Monroes Anwälten, Manager oder Filmproduzenten. Weitere Interviews werden in der Dokumentation von Darstellern nachgestellt.
- Mythos auf dem Prüfstand: Marilyn Monroe. Originaltitel: Missing Evidence – Marilyn Monroe. TV-Dokumentation, GB 2015, deutsche Synchronfassung ZDF.